# Treindeur

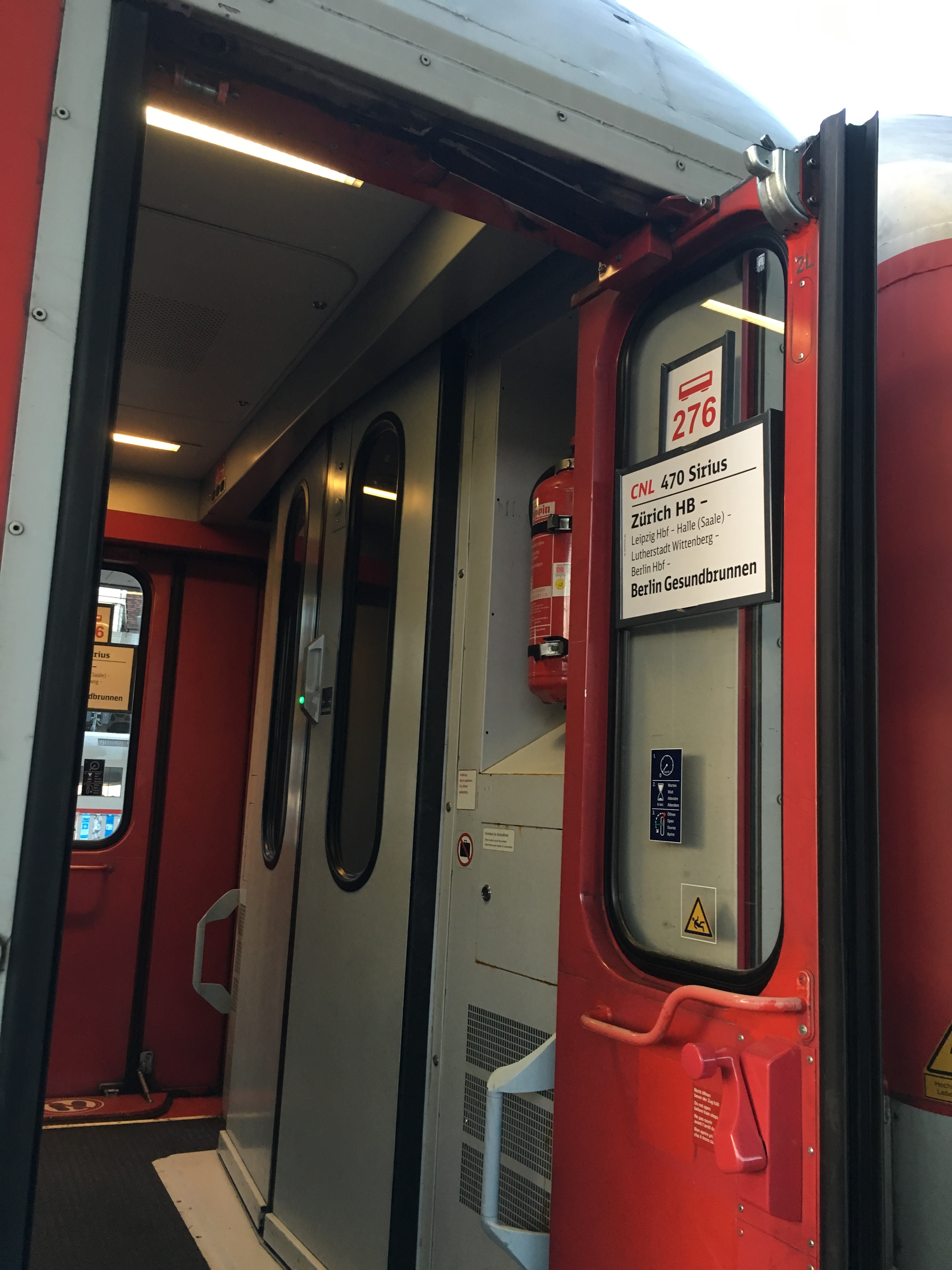
Deuren

De buitendeuren van een trein zijn de deuren die gebruikt worden voor het betreden en verlaten van de trein. De deuren zijn een kritisch aspect voor de spoorveiligheid. De deursluiting is opgenomen in de vertrekprocedure van de trein. Er zijn verschillende soorten treindeuren, zoals de klapdeuren, vouwdeuren, schuifdeuren en zwenkzwaaideuren.

## Geschiedenis

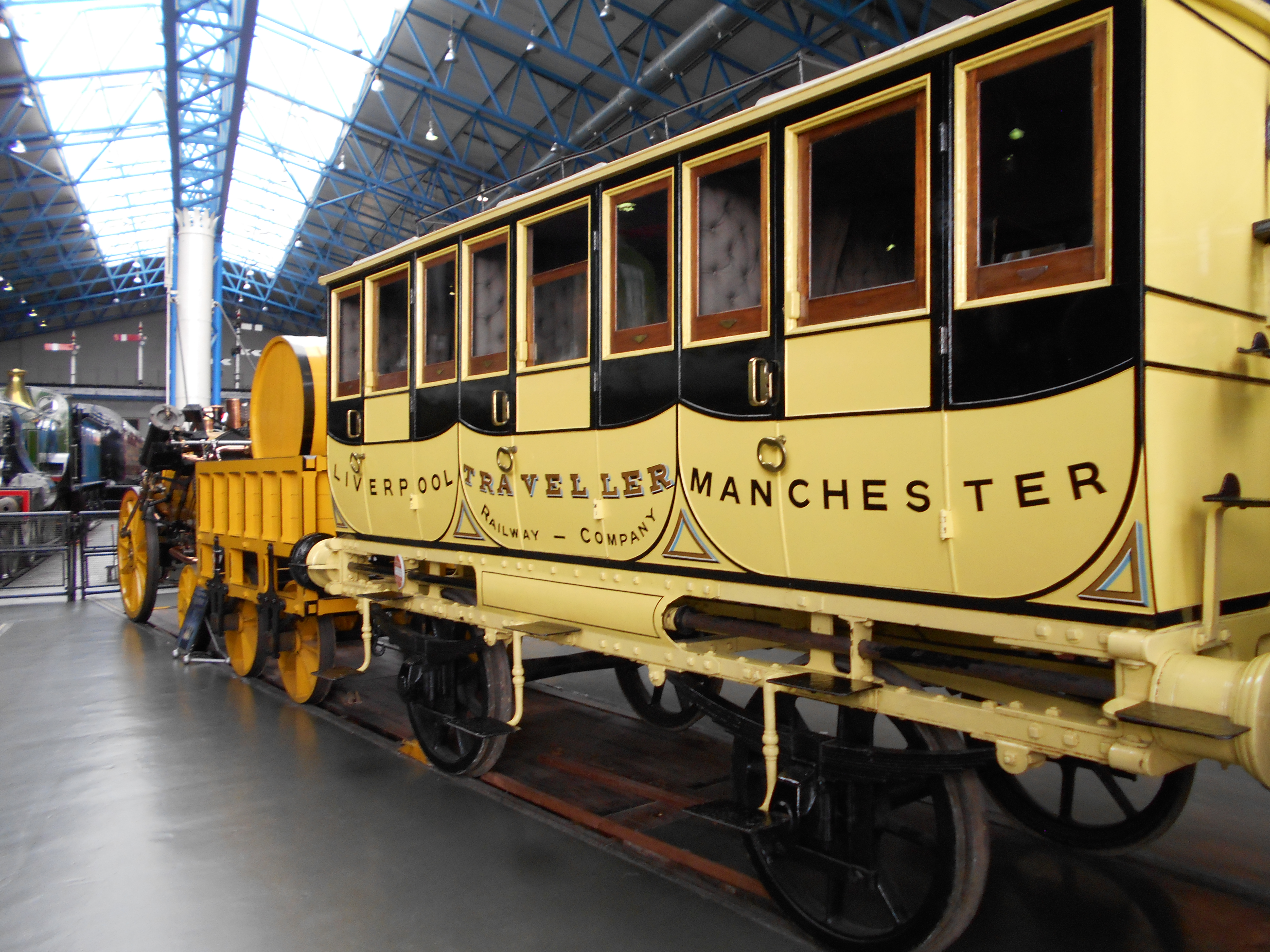
Liverpool Manchester rijtuig uit 1830

Van de oudst bekende passagierstreinen ontbreekt specifieke informatie over de treindeuren, maar op illustraties zijn doorgaans (houten) klapdeuren te zien; het gebruikelijke deurtype in die tijd.

### Coupérijtuigen

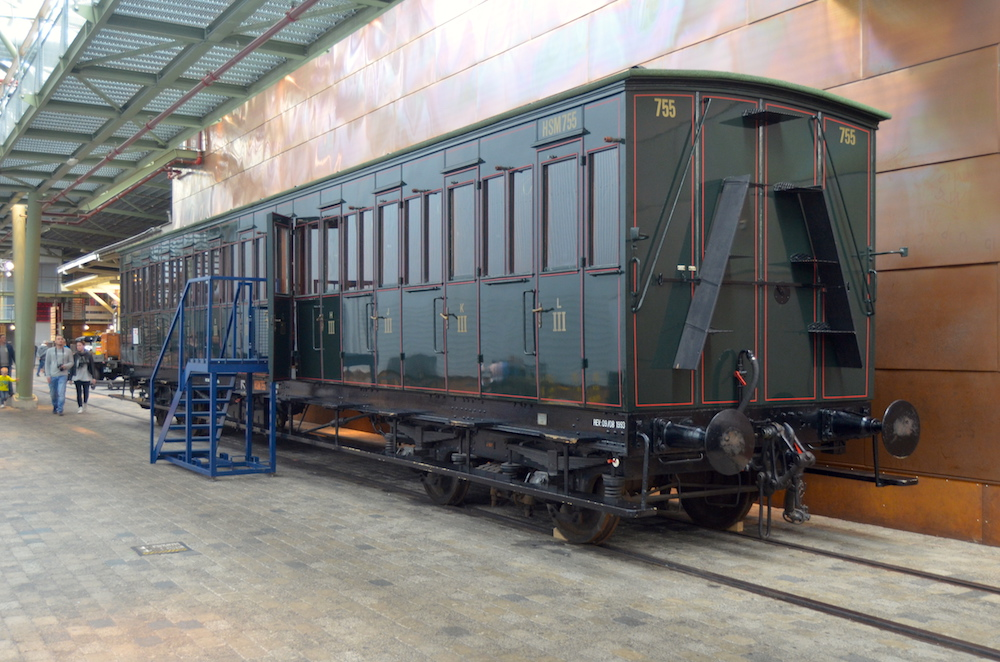
Houten coupérijtuig van de HSM, rijtuigtype: HSM C11 701-799, 1501-1535

Geleidelijk aan werd het comfort verbeterd en verdwenen de openluchtrijtuigen. Er bleven gesloten coupérijtuigen over, waar elke coupé alleen toegankelijk was door eigen buitendeuren aan beide zijden van het voertuig. Het rijtuig had nog geen centrale doorgang. Aan de onderkant van het rijtuig waren lange traptreden, waarop het treinpersoneel zich langs de buitenkant van het rijtuig kon verplaatsen, gebruikmakend van de handvatten. Het was de taak van het trein- en stationspersoneel om ervoor te zorgen dat alle treindeuren voor het vertrek gesloten waren. In de begintijd van de spoorwegen was er meer spoorwegpersoneel, reden er minder treinen en nam men de tijd om de trein vertrekklaar te maken. Hierdoor was het trage sluiten van de treindeuren minder een probleem. Vaak konden de klapdeuren alleen aan de buitenkant worden geopend. Dit om te vermijden dat deuren tijdens het rijden onverwacht open gingen, werking vergelijkbaar met het kinderslot  Reizigers konden de deur alleen openen door via een opengetrokken raam de buitendeurknop te bedienen. De treindeuren waren stompe deuren met scharnieren die bij het sluiten automatisch in het slot vielen. De vele deuren van een coupérijtuig zorgden dat de reizigers snel konden in- en uitstappen. Sommige reizigers openden de deuren al voor de volledige stilstand van de trein. Bij het Belgische rijtuigtype GC werd vanaf 1901 een gangpad toegevoegd ten koste van zitplaatsen. Hierdoor werd de letter 'I', voor 'Intercirculation', aan de typebenaming toegevoegd. Nog tot in de negentiende eeuw werden coupérijtuigen ingezet in Nederland met een interne doorgang. In België reden tot in 1985 de L-rijtuigen. In Engeland werden de laatste coupérijtuigen (Engels:'slam doors trains') uit dienst genomen in 2005. Deze treinen werden zo genoemd in verband met het typisch geluid van de dichtslaande klapdeuren. Zover bekend waren dit, naast de coupérijtuigen rijdend bij museumbedrijven, de laatst nog in dienst zijnde coupérijtuigen in de wereld.

### Rijtuigen met gangpad

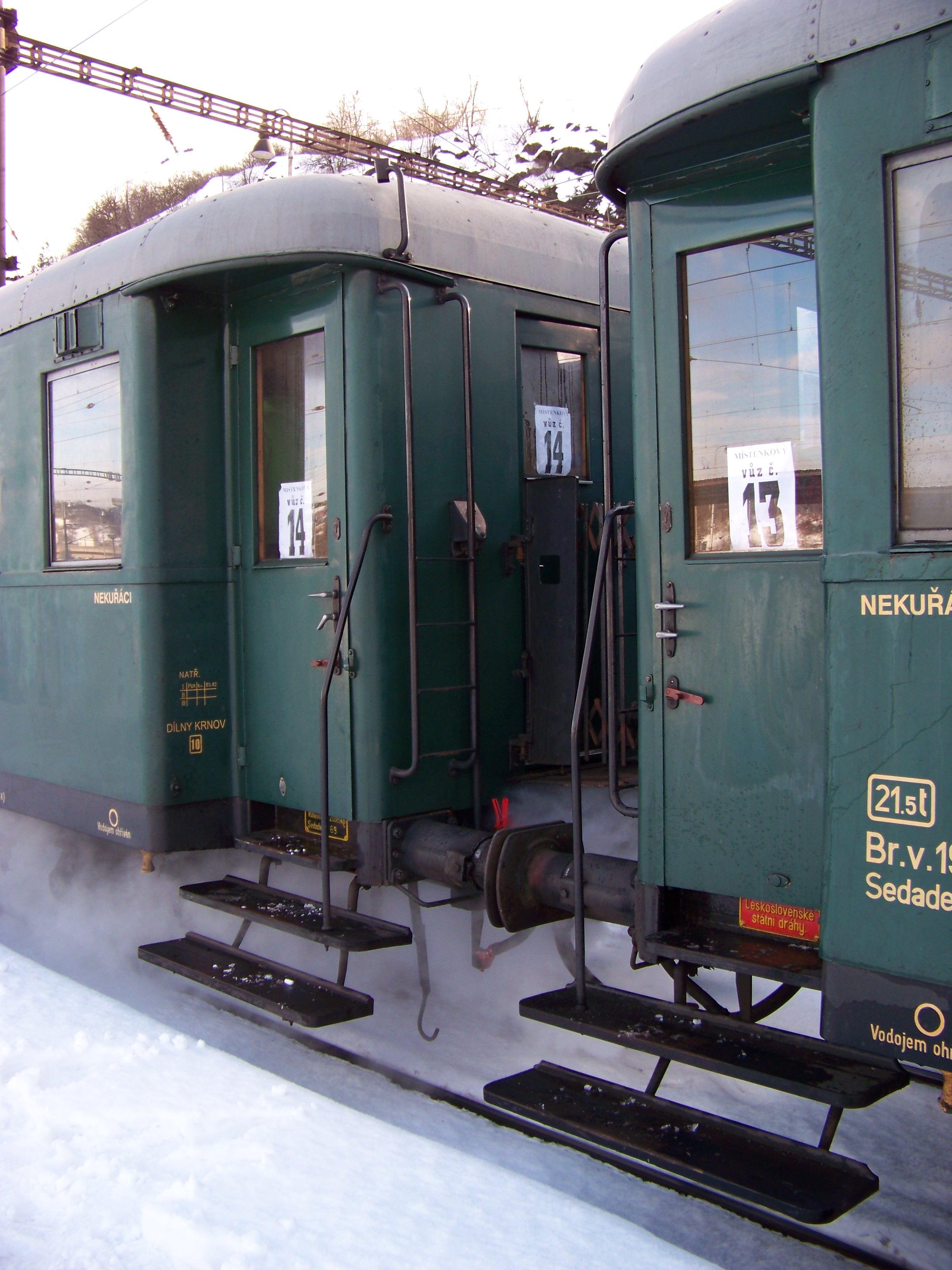
Balkondeuren met trappen

In de rijtuigen met gangpad bevond zich aan beide uiteinden een deur naar een open balkon. Vanuit het balkon was in- en uitstappen mogelijk door middel van een trap, die kon worden afgesloten met een hek. Ook was het mogelijk om naar het balkon van het aangrenzend rijtuig door te lopen. Een volgende stap in de ontwikkeling van spoorrijtuigen waren afgesloten balkons met treindeuren voor het in- en uitstappen en een doorgangsdeur naar het volgend rijtuig. Een veiligheidsrisico bij klapdeuren was dat geopende deuren tijdens de rit, buiten het profiel van vrije ruimte staken. Balkondeuren werden iets meer naar binnen gemonteerd zodat geopende deuren wel binnen het omgrenzingsprofiel passen. Voorbeelden hiervan zijn het Belgische K1-rijtuig en het K3-rijtuig met klapdeuren. Er zijn ook spoorrijtuigen die geen balkons hebben, maar vestibules die meer in het midden van het rijtuig gelegen zijn en treindeuren hebben. Voorbeelden hiervan zijn het Belgische M1-rijtuig en het Nederlandse Plan E met schuifdeuren. Met de ontwikkeling van langere rijtuigen die gebruikt werden voor vaak stoppende treindiensten, werden de balkons en vestibules vaak voorzien van twee treindeuren en/of brede deuropeningen zodat er vlotter in- en uitgestapt kon worden. In vergelijking met coupérijtuigen waren er immers veel minder deuren. Rijtuigen voor het langeafstandsverkeer, zoals internationaal verkeer in Europa, hadden maar een deur bij het balkon (zoals de Nederlandse bolkoprijtuigen en ovaleramenrijtuigen met klapdeuren).
Spoorrijtuigen die in treindiensten rijden met veel haltes en veel in- en uitstappers, zijn ontworpen met extra deuren om de deurcapaciteit te verhogen en korter te halteren. Zo is het Franse voorstadtreinmaterieel Z 6400 voorzien van extra deuren in het midden van het rijtuig. De extra deuren gaan wel ten koste van zitplaatsen.

### Centrale deursluiting
Bij drukke en vaak stoppende treinen zoals metro's, werd het automatisch sluiten van de deuren voor het vertrek noodzakelijk. De eerste elektrische treinstellen van de metro van Londen, bij het begin van de twintigste eeuw, maakte de inzet van veel personeel nodig om deuren/hekken te sluiten. Bij een Londense metrotrein met zes rijtuigen waren naast de bestuurder een front guard, drie gatesmen en een rear guard nodig. Vanaf 1920 werd treinmaterieel geïntroduceerd met centraal bediende pneumatisch bediende schuifdeuren. Bij de Parijse metro (Sprague-Thomson rijtuigen, in gebruik van 1908 tot 1983) werden de schuifdeuren door hydraulische druk dicht geduwd, met voldoende kracht zodat de vergrendeling ook werkte (een hendeltje dat naar boven gaat en dan dichtvalt). Bij aankomst op het perron verviel de druk en konden de deuren handmatig ontgrendeld en geopend worden.

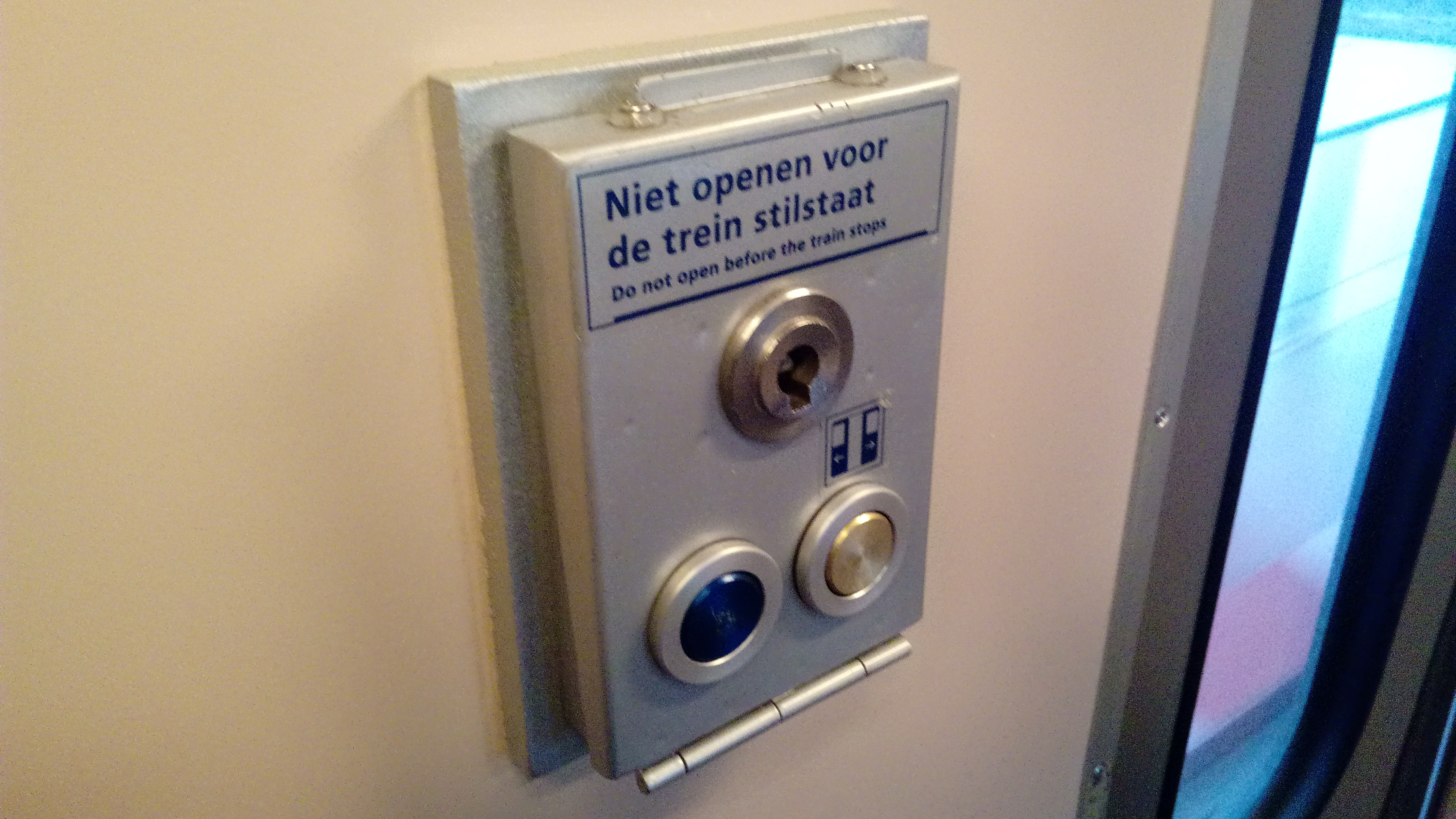
Bedieningspaneel

Bij nieuw treinmaterieel werd in de loop van de twintigste eeuw een centrale deursluitingbediening verplicht gesteld. Het eerste treinmaterieel in Nederland dat voorzien was van een centrale deursluiting waren de Mat '64-treinstellen die vanaf juli 1961 werden opgeleverd. In principe kan de conducteur bij elke deuropening met zijn treinsleutel in het bedieningspaneel alle deuren sluiten, vergrendelen en vrijgeven zodat reizigers de deuren kunnen openen. Bij getrokken treinen zonder vaste rijtuigsamenstelling (geen trek-duwcombinaties) werkt de centrale deurbediening alleen als de trein gekoppeld is aan de locomotief die de energie levert voor het rijtuig (en de deursluiting). De deuren worden pneumatisch gesloten en vergrendeld; als het vertreksein gegeven werd kunnen de deuren niet meer geopend worden. Bij de meeste rijtuigen zijn de deuren vergrendeld zodra de trein in beweging is, maar die deuren kunnen bij stilstand toch nog geopend kunnen worden. Bij een onvoorziene treinstilstand buiten een perron wordt omgeroepen om de deuren niet te openen, zelfs al is het bij moderne treinstellen onmogelijk om de deuren te openen indien de conducteur/bestuurder de deuren niet heeft ontgrendeld.
Bij treinstellen kon de centrale deurbediening geïntegreerd ingebouwd worden en waren er meer mogelijkheden. Zo kon de treinbestuurder bij aankomst en stilstand van de trein in een station de deuren ontgrendelen, zodat de reizigers zonder tussenkomst van de conducteur de deuren kunnen openen. Het openen van deuren bij moderne treinen gebeurt niet meer door handkracht, maar door de reiziger die een hendel gebruikt of een knop indrukt om de deur te openen. Er is meestal ook een knop om de deur te sluiten, zodat warmteverlies en tocht vermeden kunnen worden. Bij metro's en veel andere treinen kunnen alle deuren automatisch tegelijk geopend worden. Tijdens de coronapandemie werd in Duitsland en Zwitserland deze optie standaard gebruikt om te vermijden dat reizigers de bedienknoppen hoefden aan te raken. De treindeuren geven voorafgaand aan de sluiting een fluitsignaal af als waarschuwing. Bij veel treinen sluiten de deuren na een korte tijd automatisch als sensoren geen instappende of uitstappende reizigers detecteren. Dit vermindert, zeker in minder drukke periodes, het aantal deuren dat gesloten wordt tijdens de vertrekprocedure.

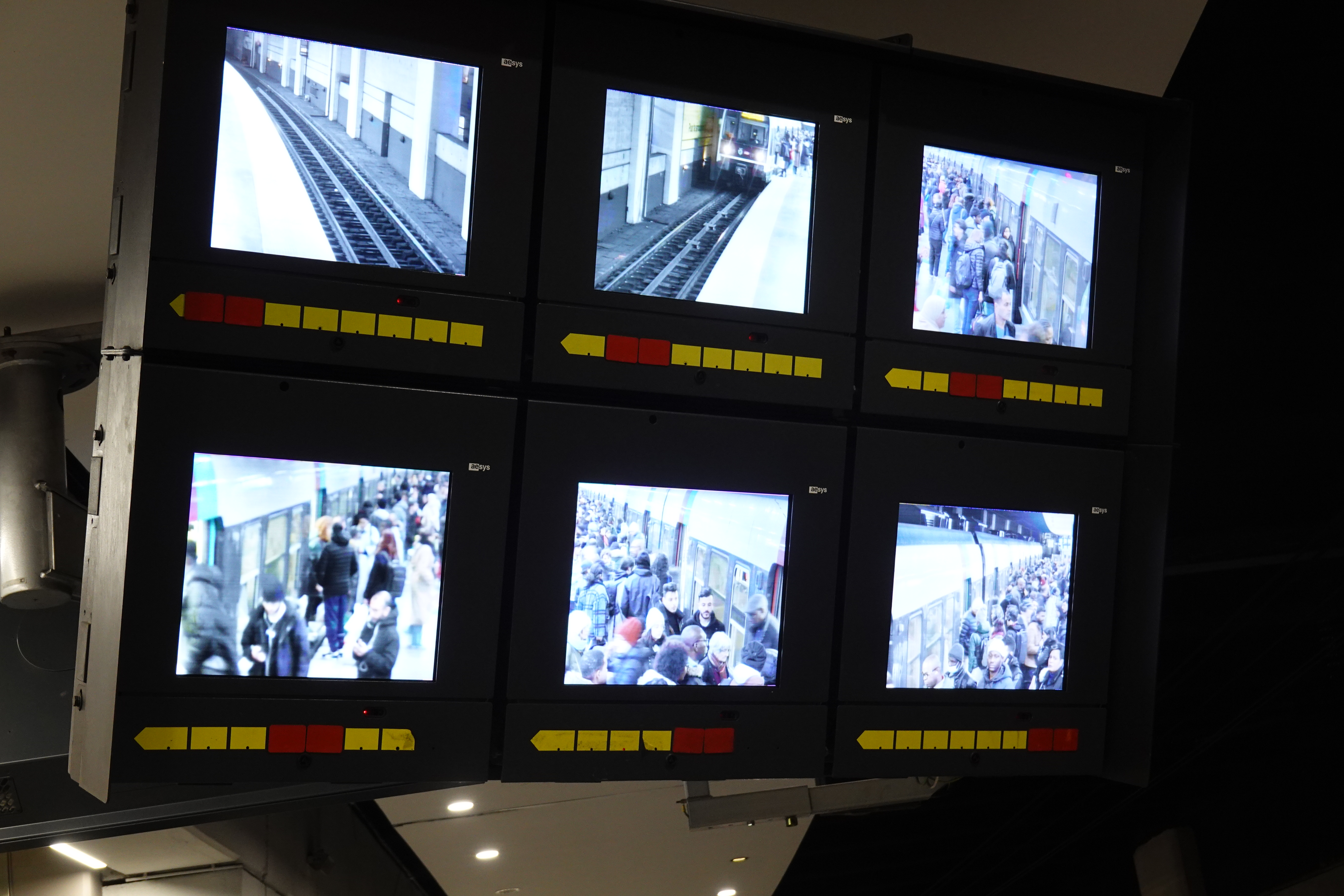
Ondergronds Paris Nord, waar zes hoog gemonteerde camera's een overzicht geven van de toestand in en om de treindeuren.

Voor de controle tijdens de vertrekprocedure is er vaak een indicatielicht zodat de conducteur in één oogopslag kan zien welke deuren nog open zijn. Om ongelukken te voorkomen zijn de deurranden voorzien van sensors, zodat als er een obstakel (zoals een hand of voet) de sluiting van de deur verhindert, de deur niet verder dichtgaat en een alarm gegeven wordt. De mogelijke beknelling van lichaamsdelen blijft een punt van zorg. Er zijn soms lichtsensoren die de sluiting verhinderen als een persoon zich te dicht bij de deuropening bevindt.
Bij eenmansbediening (alleen treinbestuurder) van treinen worden bij sommige spoorbedrijven perroncamera's gebruikt die een overzicht geven over de treindeuren. De camerabeelden zijn dan zichtbaar voor de bestuurder vanuit zijn cabine bij het eind van het perron. Bij sommige spoorbedrijven zijn de beelden te zien in de bestuurderspost zelf. Soms zijn er spiegels gemonteerd op en rondom het perron, om een overzicht te geven aan de bestuurder/conducteur. Bij het Transilien-spoornet zijn bij invoering van eenmanstreinen beeldschermen toegevoegd die een overzicht geven van alle treindeuren. Die beeldschermen kunnen op het perron gemonteerd zijn of aanwezig zijn in de stuurpost.
Met de introductie van treinen en metro's zonder bestuurder worden meestal perrondeuren ingevoerd, waarbij de treindeuren op een paar centimeter na gealiëneerd moeten zijn met de perrondeuren. Automatische treinbesturingssystemen hebben geen moeite met het snel en precies stoppen van de trein. Tijdens de ombouw naar volledige automatische treinen reden er nog door de mens bestuurde treinen, zoals op de Parijse metrolijn 13.

## Deurtypen

### Klapdeuren
In de begintijd van de spoorwegen werden alleen klassieke klapdeuren gebruikt. Deze klapdeuren openen naar buiten toe. Daar zijn echter later uitzonderingen op gekomen, zoals de Australische Queensland Rail InterCity trein, waar de deuren naar binnen toe openen. Klapdeuren zijn opdekdeuren bevestigd met scharnieren. Deze deuren kunnen alleen met de hand bediend worden waardoor sowieso geen centrale deursluiting toegepast kon worden. Dit type deuren worden in moderne treinen nog gebruikt voor de externe toegang tot de bestuurscabine met een deur die naar binnen opent. Deze deuren moeten onafhankelijk van de centrale deurbediening handmatig geopend worden.

### Centrale aandrijving/bediening
Later kwamen treindeuren die centraal bediend en aangedreven worden. In de begintijd met pneumatisch en/of hydraulische aandrijving, daarna met elektropneumatica of volledige elektrische aandrijving. Pneumatische en elektrische aandrijvingen hebben beide voor- en nadelen.

### Ingebouwde schuifdeuren
Bij de eerste treindeuren met pneumatisch en/of hydraulische aandrijving werden schuifdeuren gebruikt waar het geopende deurblad in de wand (of in de binnenruimte) is opgeborgen. De schuifdeur werd vooral gebruikt bij de eerste metrotreintypes, zoals het eerste Rotterdamse Metrotype en de Londense metrotreinen. Spoorrijtuigen zoals de Belgische M1 en Nederlandse Mat '54 hadden ingebouwde schuifdeuren.

### Draaivouwdeuren
Bij treinen en trams worden gemotoriseerde vouwdeuren gebruikt die centraal geopend en gesloten kunnen worden. Het eerste deurpaneel aan de vouwkant wordt mechanisch aangedreven en maakt een simpele draaibeweging. De andere deurpanelen worden dan gedwongen door de begeleidingsrail en scharnieren in een meer complexere beweging (het vouwen en ontvouwen). Vandaar de benaming draaivouwdeuren. Bij treinen werden draaivouwdeuren vooral voor bij treinstellen gebruikt, zoals bij de Belgisch klassiek motorstel. draaivouwdeuren werden veelvuldig gebruikt bij trams, zodra de deuren centraal bediend moesten worden.

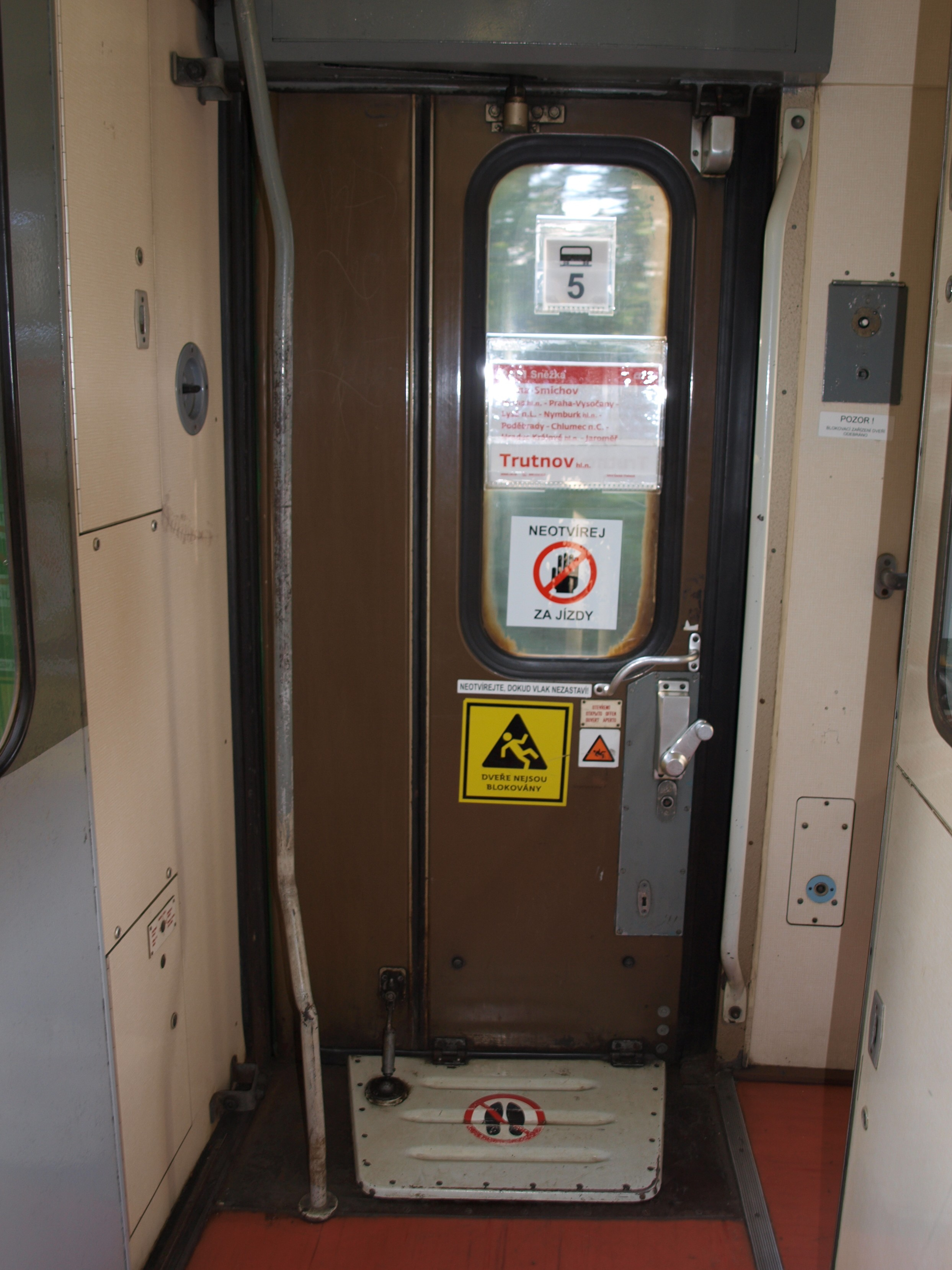
UIC-X-rijtuig: scharniervouwdeur met twee deurpanelen met een beweegbare plaat die bij een gesloten deur de trappen afdekt

Met de standaarden vastgelegd in de Union internationale des chemins de fer werden er bij de Europese spoorwegen vanaf de jaren 1950 veel UIC-X-rijtuigen (zie UIC-X-rijtuigen van de DB) gebouwd voor het internationaal verkeer. Vele landen namen deze standaard over voor hun binnenlandse langeafstandstreinen, zoals de Franse rijtuigen. Deze scharnierende vouwdeur had overal dezelfde constructie en maten. Deze deur bestaat uit twee deurpanelen van ongelijke grootte en een dekplaat. Het eerste betreft een groot deurpaneel met deurklink aan de buitenkant, een hendel aan de binnenkant en een raam. Het andere deurpaneel bevindt zich aan de scharnierkant en is de helft kleiner. De twee deurpanelen vouwen naar binnen toe bij het openen van de deur. Tevens klapt de dekplaat van het trappenhuis dat bevestigd is aan het grote deurpaneel naar boven bij het openen van de deur. Deze deur kan pneumatisch dicht geduwd worden door de centrale deursluiting. Zodra de trein gaat rijden wordt er elektriciteit gegenereerd door de rijtuiggenerator en wordt de deur dichtgedrukt. Deze deur kan alleen met handkracht geopend worden.

### Vleugeldeuren
Bij de Nederlands-Zwitsers TEE-treinstellen, Zwitserse binnenlandse rijtuigen (type eenheidsrijtuig I), Oostenrijkse Schlierenwagen, Kroatisch dieseltreinstel type 7021 en diverse Franse dieseltreinstellen werd een speciaal type vleugeldeur gebruikt. De twee deurpanelen openen synchroon naar buiten toe. De twee deurpanelen zijn mechanisch aan elkaar gekoppeld en hebben maar een deurkruk aan een deurpaneel. Hierdoor kunnen beide deurpanelen tezamen met een hand geopend worden. Deze deuren kunnen centraal pneumatisch gesloten worden.

### Zwenkzwaaideuren
Bij het einde van de twintigste eeuw werden diverse treintypes uitgerust met zwenkzwaaideuren, zoals het Stadsgewestelijk Materieel, Mat '64, de Intercityrijtuigen, het Stoptreinmaterieel '90, de Belgische M4 spoorwegrijtuigen, de Belgische dubbeldeksrijtuigen M5 en de Deense IC3 treinstellen. Bij deze zwenkschuifdeur wordt het geopende deurblad niet in de wand (of binnen) opgeborgen, maar via een geleidingssysteem aan de buitenkant wordt geleid (zie voorbeeld in de galerij). Bij het sluiten van de deur wordt het deurblad pas op het laatste moment naar binnen getrokken door het geleidingssysteem om de deuropening af te sluiten en te vergrendelen. Hierbij wordt ruimte gewonnen en is geen dubbele wand nodig. Een zwenkzwaaideur neemt ruimte in op het perron en kan een gevaar zijn voor wachtenden het perron.

### Zwenkschuifdeuren
Vanaf 2 augustus 1964, werden de Inox-rijtuigen, met zwenkschuifdeuren, ingezet in de TEE-treinen van de Parijs - Brussel - Amsterdam verbinding. Vanaf het begin waren alle TGV's (1982) en ICE treinen (1991) uitgerust met zwenkschuifdeuren. Het eerste Belgische treinstel met zwenkschuifdeuren, de MS75, is gebouwd vanaf 1975.
Bij nieuw treinmaterieel worden vooral zwenkschuifdeuren gebruikt. Voorbeelden zijn de Intercity Nieuwe Generatie, Sprinter Nieuwe Generatie, MR08, Régio2N en M7 (spoorwegrijtuig). Deze treindeuren nemen geen ruimte in, behalve een bovenkast waar de begeleidmechaniek wordt ingebouwd. Tevens wordt het deurblad goed aangedrukt tegen de rubberen dichtingen bij het sluiten en vergrendeld. Hierdoor kan de deur goed drukgolven weerstaan bij tunnels en tegemoetkomende treinen. Bij hogesnelheidstreinen is de luchtdrukdichtheid een vereiste. Dit beperkt oorsuizen door de snelle luchtdrukwisselingen bij het rijden met hoge snelheid in lange tunnels. De afsluiting zorgt ervoor dat er weinig buitengeluid binnenkomt en er een stabiel binnenklimaat kan worden gecreëerd door middel van verwarming en airconditioning. De klassieke schuifdeuren en vouwdeuren zijn nooit helemaal goed luchtdicht en kunnen rammelen. De gladde aansluiting zonder uitstekende delen, zorgt voor weinig luchtweerstand bij hoge snelheden.
Technisch zijn er veel verschillende begeleidsystemen voor zwenkschuifdeuren, gaande van externe begeleidingsrails   tot complexere begeleidmechanieken in de bovenkast. De deurtechniek voor dit type deuren werd verbeterd, complexer en elektromechanisch beter geïntegreerd. De deuren worden gemonitord op hun functioneren en hun slijtage. Hiermee kan het preventief onderhoud beter gepland worden en worden de kosten beter beheerst.  Er werden diverse patenten ingediend. Er zijn veel verschillende treindeurleveranciers, waaronder Faiveley Transport, die in 2006 een Europees patentaanvraag indiende voor treinzwenkschuifdeuren.

### Externe schuifdeuren

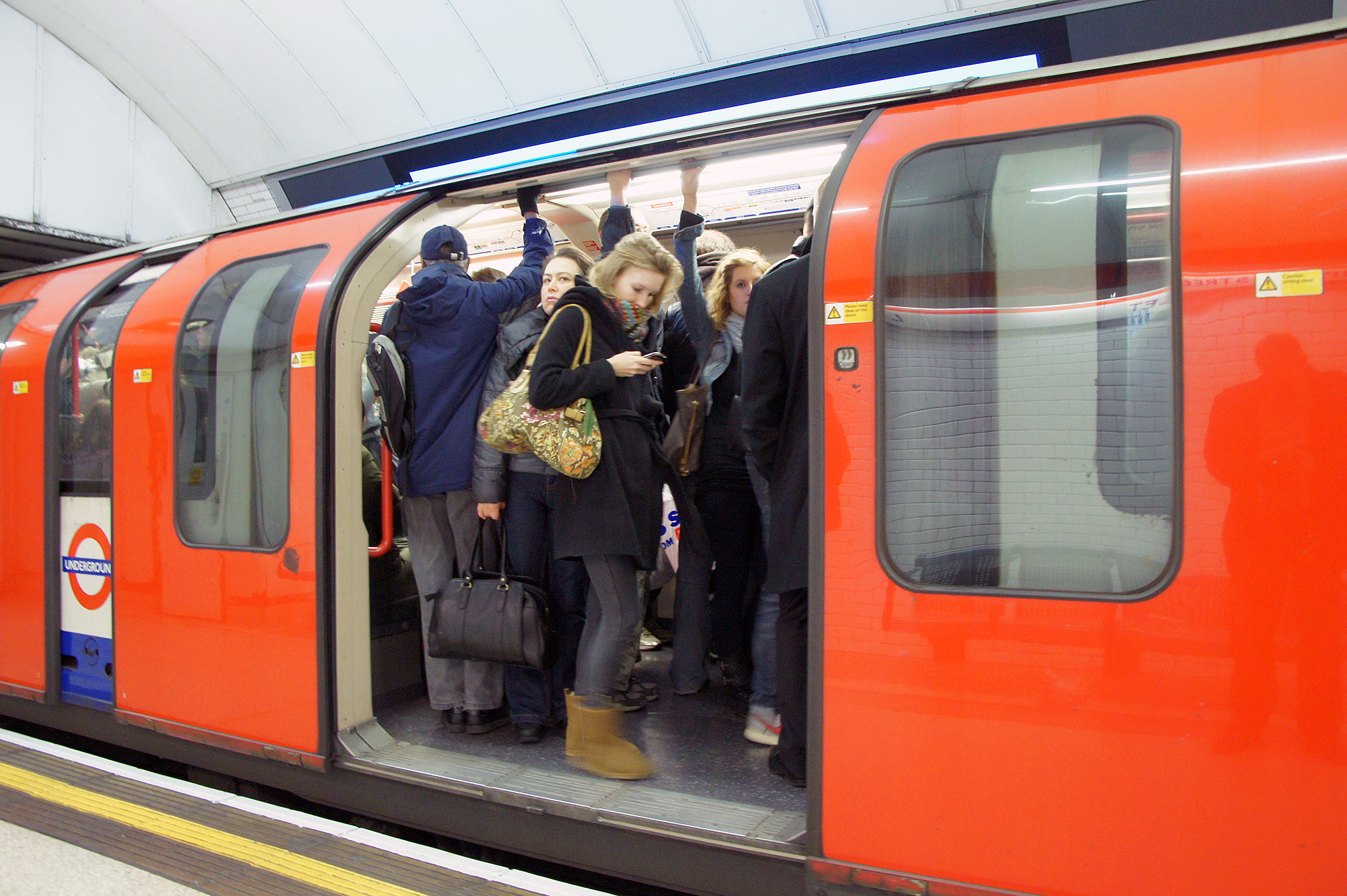
Klassieke schuifdeur, maar met de geleiding aan de buitenkant. Er is geen ruimte voor andere deurtypes.

Bij externe schuifdeuren beweegt het deurblad in een rechte lijn aan de buitenkant van het voertuig waarbij zowel boven- als benedengeledingen worden gebruikt. Bij gesloten deuren is het deurtype gemakkelijk te herkennen doordat de deurbladen uitsteken. Bij de Amsterdamse metro wordt dit deurtype vanaf de eerste generatie (M1) gebruikt (behalve de M4 en sneltramtypes). Bij de Rotterdamse metro was het eerste metrotype, het Metrotype M (5000- en 5100-serie), uitgevoerd met ingebouwde schuifdeuren, maar de volgende generatie, het Metrotype T (5200-serie), was voorzien van externe schuifdeuren. De latere generaties, vanaf Metrotype B (5300-serie), zijn voorzien van zwenkschuifdeuren. Bij de metro van Londen is een gelijkaardige evolutie te zien van ingebouwde schuifdeuren London Underground 1938 Stock naar externe schuifdeuren (vanaf London Underground 1986 Stock en vanaf 2013 voor het breedprofiel-metromaterieel met de London Underground S Stock. Bijzonder voor Londense 'tube'-profielmetromaterieel zijn de sterk naar binnen gebogen deurpanelen, om het zeer beperkte (ronde) ruimteprofiel maximaal te benutten. Er is geen ruimte boven om het geleidingssysteem van een zwenkschuifdeur te installeren.

### Naar binnen zwenkende deuren

Naar binnen zwenkende deuren

Het deurblad draait om een draaias die op zijn beurt gemonteerd is op een arm die een kwartslag naar binnen draait. Een andere draaias beweegt langs een geleiding en zorgt ervoor dat het deurblad bij opening tegen de zijwand wordt gedrukt. Deze deurtype komt bij veel bustypes voor, maar zeer weinig bij treinen en trams. Bij treinen kwam deze deurtype zover bekend, alleen voor bij Britse Pacers, een soort railbus (types BR type 142, 143 en 144). Bijzonder bij deze Britse trein is dat de deur een stuk over de vloer schuift, waardoor er een uitsnede in het deurblad nodig is.

## Algemeen

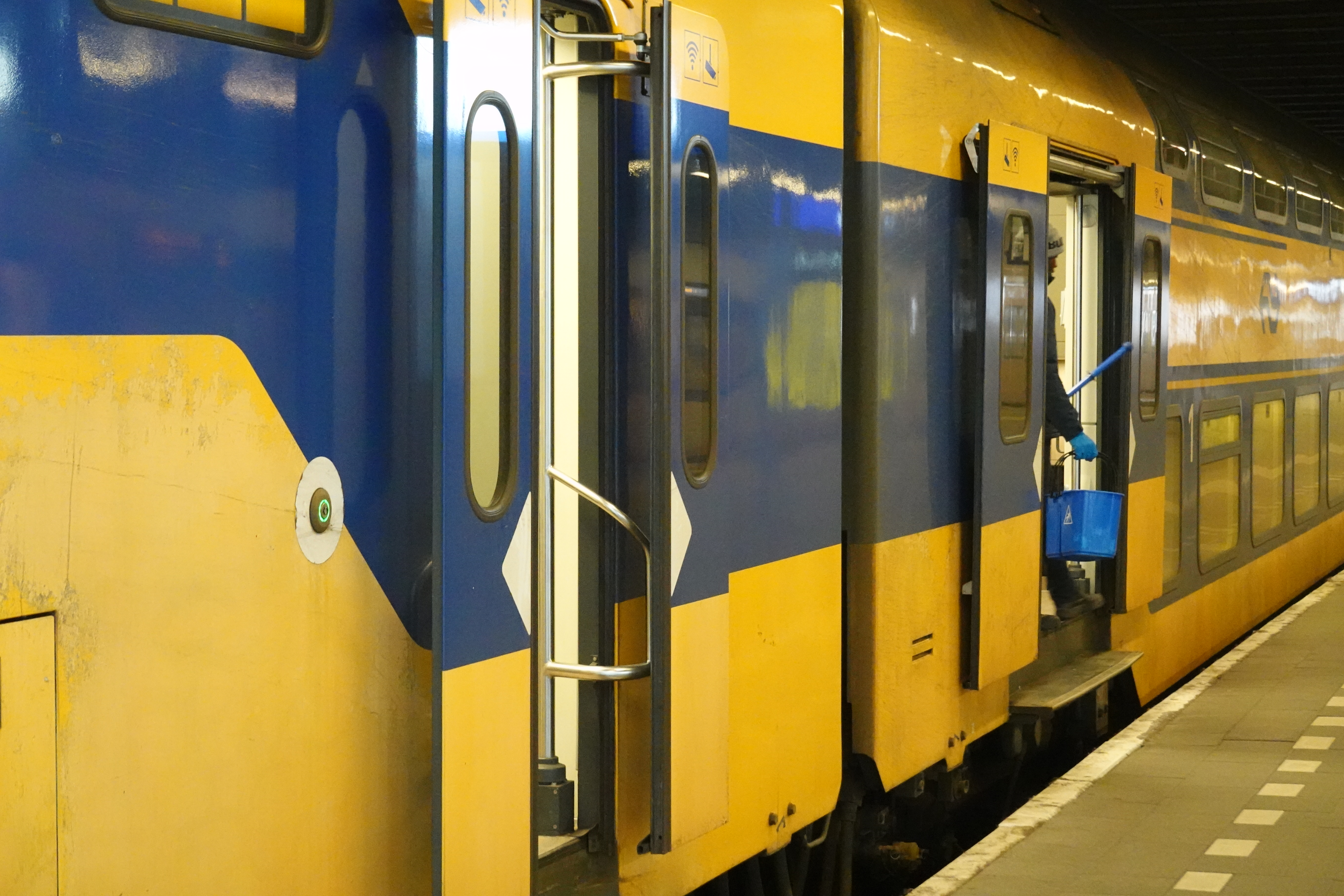
Zwenkzwaaideur (voorste deur) en zwenkschuifdeur

Alle treindeuren hebben een gemeenschappelijke eigenschap: ze zijn voorzien van ramen zodat mensen aan beide kanten van de deur elkaar kunnen zien en rekening met elkaar kunnen houden bij het openen en sluiten van de deuren. De meeste automatisch gesloten treindeuren hebben een noodvoorziening om ze bij een calamiteit te kunnen openen, ook indien de stroomvoorziening is uitgevallen. Dan moeten de deuren met handkracht geopend kunnen worden. Om misbruik te voorkomen moet eerst een verzegeling doorbroken worden (meestal glas of een zegel). Op misbruik staat een straf.
Bij sommige treindeuren is er boven de deuropening een dakgoot om het regenwater afkomstig van het dak te weren van de deuropening.
De standaardisatie, veiligheid en betrouwbaarheid van de deuren van een treinserie is van groot belang voor de kosten, gemakkelijk onderhoud, opbouw onderhoudservaring en de voorraad reserveonderdelen. Indien mogelijk wordt dezelfde type deuren gebruikt voor meer treinseries bij het spoorbedrijf. Het enige Nederlandse treinmaterieel met verschillende deurtypes is de Dubbeldekker Zonering, waarbij de motorwagen zwenkzwaaideuren heeft en de rest van de trein, behalve de voorste treindeur van de stuurstandrijtuig, heeft zwenkschuifdeuren.

## Hoogteverschillen/toegankelijkheid

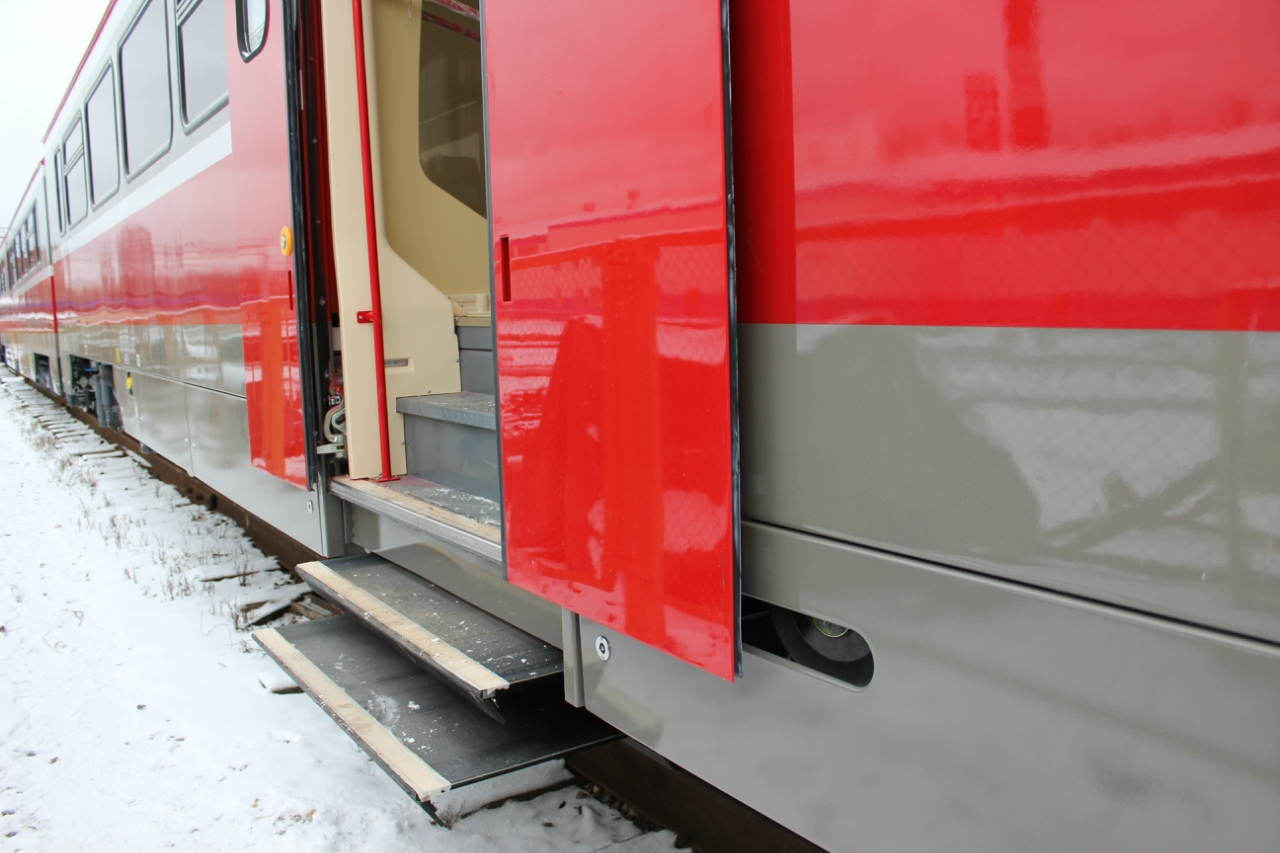
Uitschuifbare tredes

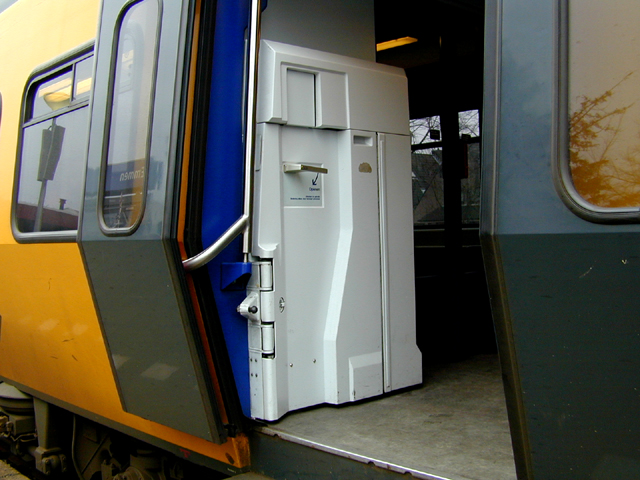
Uitklapbare rolstoellift en zwenkzwaaideur bij de SM90

Het hoogteverschil in de eerste treinen tussen de rijtuigvloer en de grond was groot. Van lagevloertreinen was nog geen sprake. Alle reizigersaccommodatie was gebouwd bovenop een platform waaronder de onderstellen en wielassen zich bevonden. Om het verschil te verkleinen werden bij stations perrons aangelegd, maar (trein)trappen bleven in veel gevallen noodzakelijk. Bij luxe treinen en slaaptreinen werden soms opstaptrapjes op het perron neergezet. Bij de aanleg van perrons werd rekening gehouden met het omgrenzingsprofiel van alle mogelijke treinen. Er werd gepoogd om op de meeste spoornetten een standaard perronhoogte te gebruiken, maar wegens de samenvoegingen van spoorwegen, het verschuiven van de internationale grenzen, de beperkingen voor aanpassingen bij historische stations en de financiering, lukte het vaak niet om een standaard perronhoogte voor alle haltes te hebben. In de praktijk moesten de personenrijtuigen de vele perronhoogtes (of geen of symbolische perrons) aankunnen. Op sommige spoornetten waar de specifieke rijtuigen alleen bij haltes met standaard hoge perrons stopten kon het aantal trappen en treden bij de rijtuigen beperkt worden, voor een min of meer gelijkvloerse opstap/instap.
Bij sommige treinen is de treinvloer hoger dan de onderkant van de deuren. Het perron is vaak nog lager dan de deuronderkant. Het verschil wordt overbrugd door trappen. Bij het sluiten van treindeuren kunnen de trappen dan automatisch afgedekt worden door een plaat. Vaak zijn er aan de buitenkant naast vaste treden ook inklapbare treden die bij de deurbeweging open- en dichtgeklapt worden. Een dichtgeklapte trede verhindert dat personen mee kunnen reizen door op de trede te staan en zich aan de handrails vast te houden.
Bij spoor- en tramsystemen waar er twee verschillende perronhoogtes gebruikt worden kunnen schuifbare treden gebruikt worden of andere technische oplossingen toegepast worden om voor de hoogste perronhoogte de instap zo gelijkvloers mogelijk te maken (zie voorbeeld Keulse U-Bahn in de galerij). Soms wordt een schuifbare trede gebruikt die uitschuift tot dat de perronrand geraakt wordt.
Bij de tramtrein van Cádiz (Trambahía), zijn de voertuigen uitgerust met deuren op verschillende perronhoogtes, waardoor er altijd deuren zijn waar gelijkvloers ingestapt kan worden (bij de andere deuren moet dan een trede gebruikt worden). Om rolstoelgebruikers de mogelijkheid te bieden om in te stappen bij een hoog perron en uit te stappen bij een laag perron of vice versa, is er een wielstoellift in het voertuig die de verschillende vloerhoogtes in het voertuig overbrugd.
Bij Franse dubbeldeks-TGV en sommige andere dubbeldekstreinen is de deuropening lager dan het perron en stappen de reizigers naar beneden in. Bij dubbeldekstreinen worden in het algemeen brede deuropeningen gebruikt ten behoeve van de doorstroom.

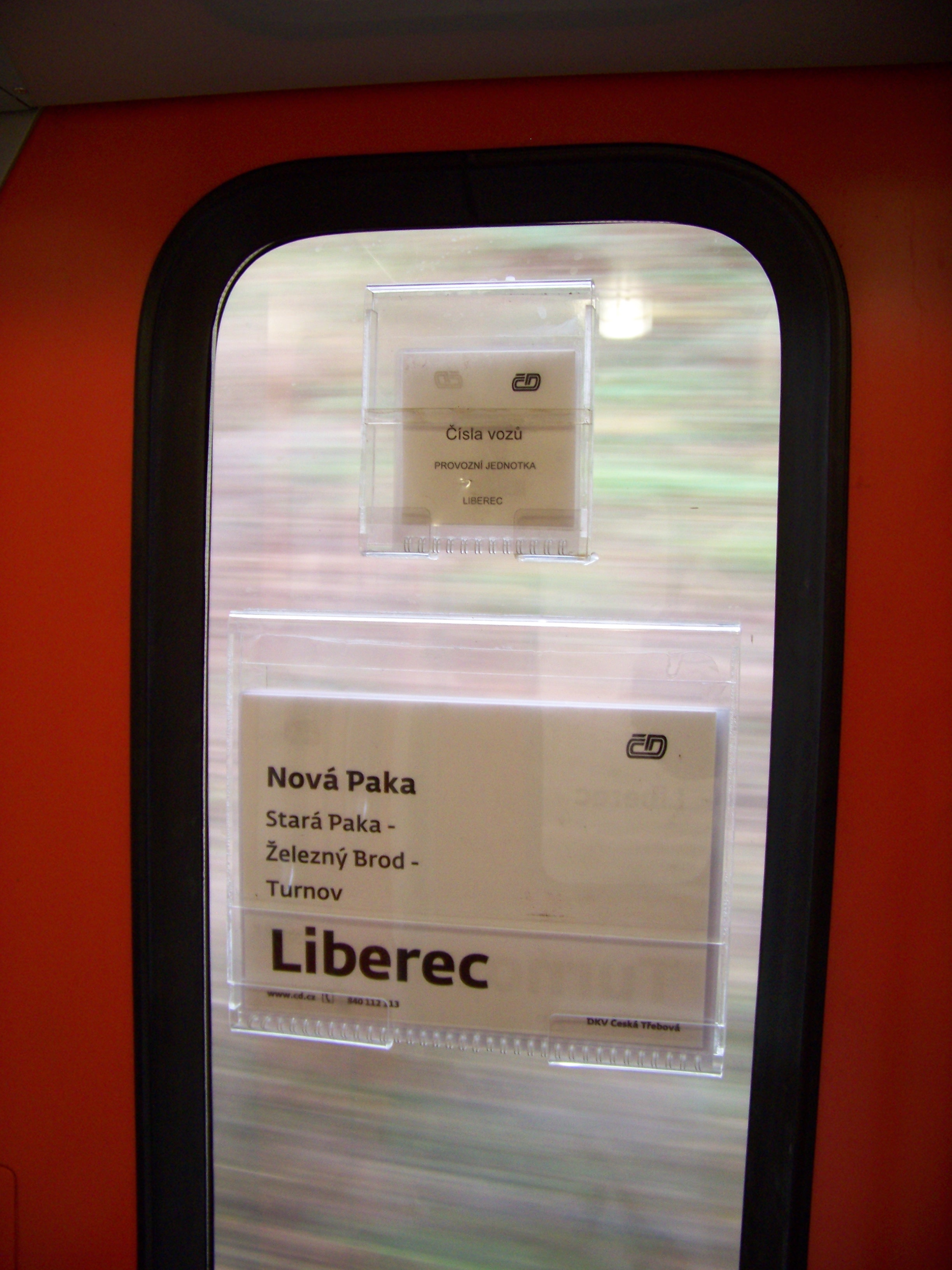
voorbeeld koersbord op raam

In het kader van toegankelijkheid worden treinen/trams zoveel mogelijk uitgevoerd met een gelijkvloerse instap om de toegang voor mensen met een beperkte mobiliteit zonder assistentie mogelijk te maken. Bij sommige treindeuren zijn uitklapbare hulpmiddelen beschikbaar (rolstoelliften en hellingen). Om het in- en uitstappen te vergemakkelijken zijn brede deuropeningen gewenst. Bij perrons waarbij het spoor in een binnenboog ligt, kan de afstand tussen de perronrand en de deur groter zijn dan normaal, zeker bij deuren in het midden van het rijtuig. Daarom worden perrons/stations alleen aangelegd in een boog als het niet anders kan.

## Reizigersinformatie
Bij langeafstandstreinen zijn koersborden aan of nabij het deurraam bevestigd, zodat de bestemming zichtbaar is. Wanneer een rijtuig van een langeafstandstrein onderweg wordt gecombineerd met een ander treindeel of afgesplitst voor een andere bestemming is het noodzakelijk om reisinformatie per rijtuig te kunnen geven. Koersborden en andere reisinformatie zoals het wagennummer (in verband met de reservering) kon ook naast de deur geplaatst worden. Bij moderne treinen is de koersinformatie meestal digitaal aangestuurd via een display.

## Tramdeuren

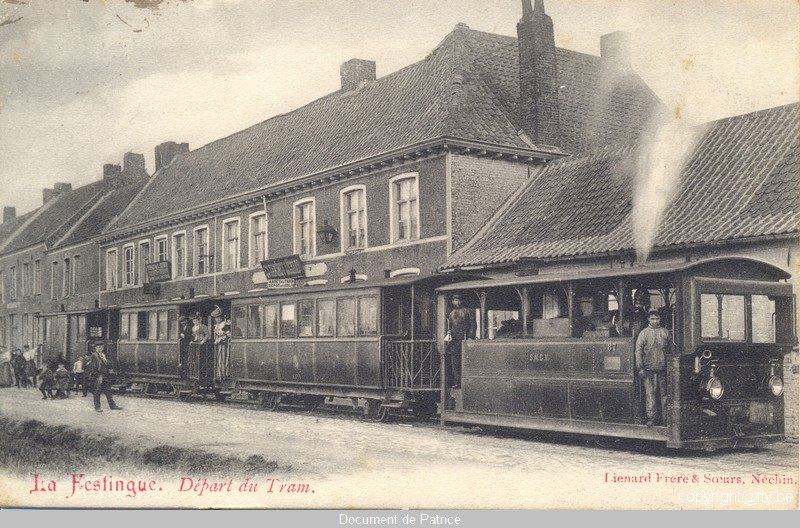
stoomtramrijtuigen met open balkons en hekken

De paardentram en de eerste elektrische trams, omstreeks 1900, waren railvoertuigen met een open balkon aan beide uiteinden. Die trams hadden een deur op het balkon die toegang gaf tot de binnenruimte en hooguit hekjes voor het in- en uitstappen. Stoomtrams bestonden uit een of meerdere spoorrijtuigen die getrokken werden door een stoomlocomotief. De eerste getrokken stoomtramrijtuigen hadden meestal open balkons aan beide uiteinden. Bagage/goederen ruimtes hadden meestal hun eigen toegang die meestal afgesloten werd met een schuifdeur. Later werden de balkons dichtgemaakt, maar niet altijd afgesloten met buitendeuren. De externe deuren die er waren, waren meestal handbediende schuifdeuren. De stoomtrams hadden een lage snelheid en stopten vaak en het in- en uitstappen was bijna altijd op straatniveau.

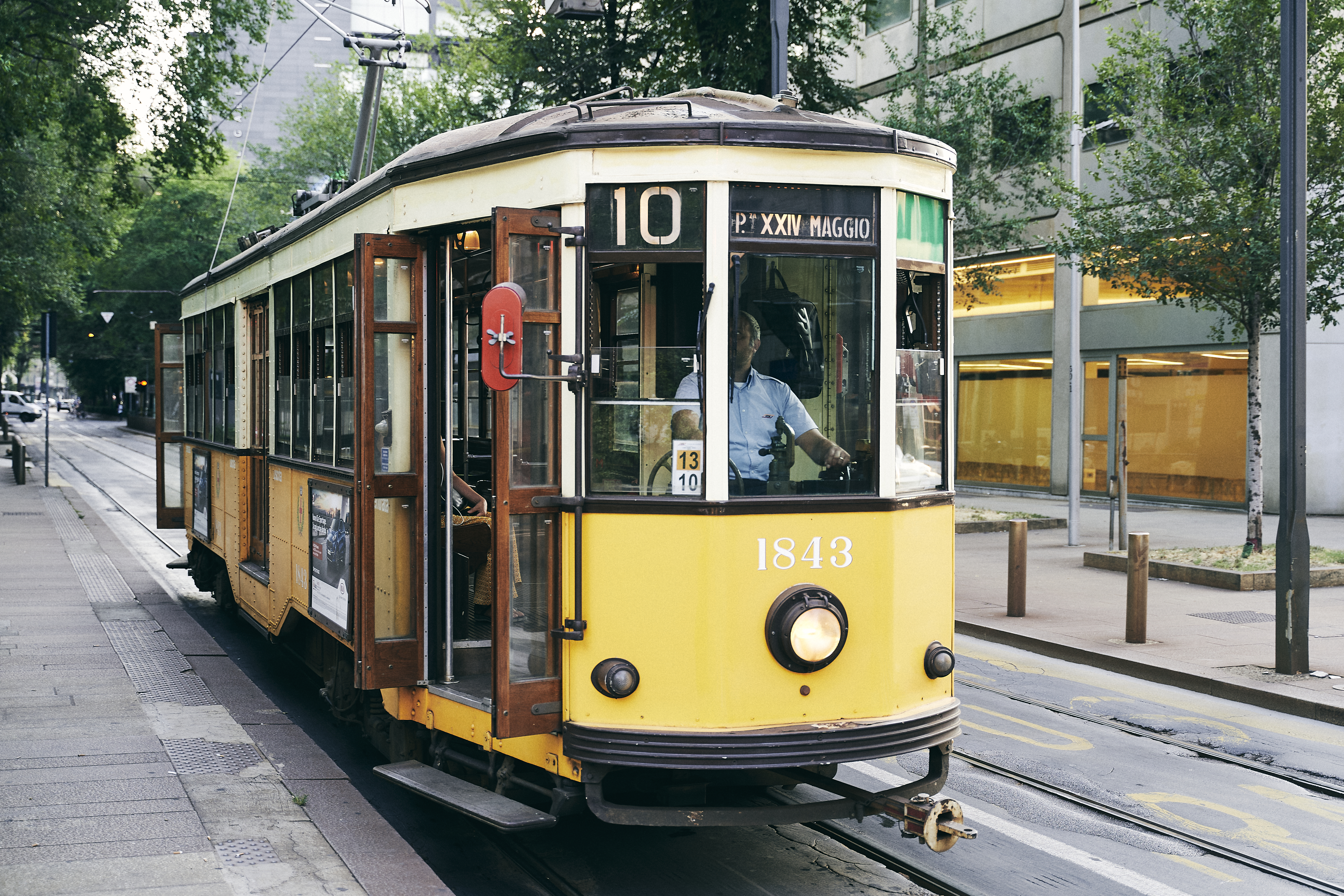
ATM Class 1500 trams gebouwd in de 1920s met vouwdeuren en uitklaptredes

Na de Eerste Wereldoorlog werden bij de elektrische trams de balkons afgesloten en voorzien van tramdeuren die centraal door de bestuurder gesloten werden, na een signaal van de conducteur dat de tram veilig kon vertrekken. Vaak werden stoomtramrijtuigen verbouwd om als bijwagen in te zetten. De deuren in de voormalige stoomtramrijtuigen werden nog handmatig bediend (meestal schuifdeuren). Er werden diverse combinaties van elektrische trammotorwagens en de als bijwagen gebouwde rijtuigen ingezet. De deuren van alle rijtuigen werden centraal bediend door de bestuurder in een soort treinschakeling (evenals de remmen en de richtingaanwijzers). Vouwdeuren kwamen vaak voor, maar ook schuifdeuren kwamen voor. In de voormalige Sovjet-Unie, kwamen veel trams, zoals de KTM-5 en KTM-8, met externe schuifdeuren voor. Bij de meeste niet externe schuifdeuren schoven de deurpanelen bij opening in een afgeschermde ruimte (ingebouwd) in verband met de veiligheid. Geen bewegende voorwerpen in de reizigersruimte en geen bagage die de werking van de deuren kan hinderen. In uitzonderlijke gevallen zijn er schuifdeuren, die niet afgeschermd zijn van de binnenruimte, maar dan schoven de deurpanelen in een ontoegankelijke ruimte voor reizigers, zoals bij de bestuurderspost. Dit soort schuifdeuren kwamen voor in de Duitse Verband trams, die vlak na de Tweede Wereldoorlog werden gebouwd. Sommige Belgische buurtspoorwegmotorwagens, hadden schuifdeuren die niet afgeschermd waren, maar die deurpanelen schoven naar de  bestuurdersruimte toe.    
Eind twintigste eeuw verschenen er zwenkzwaaideuren en begin eenentwintigste eeuw was er een trend naar zwenkschuifdeuren. De Berlijnse KT4 Tatra trams met vouwdeuren uit de DDR tijd, werden gemoderniseerd en voorzien van zwenkzwaaideuren. Er kwamen in de twintigste eeuw bijzondere bijwagens voor zoals open zomerrijtuigen die werden ingezet bij mooi weer. Die rijtuigen hadden helemaal geen deuren en reizigers konden aan de zijkant instappen. Voor de komst van de lagevloertram, einde twintigste eeuw, waren trappen noodzakelijk om het hoogteverschil te overbruggen tussen de straat en de tramvloer boven de draaistellen en wielstellen van de tram. De traptreden zijn binnen het voertuigprofiel daar uitstekende voorwerpen zoals trappen onveilig zijn voor een voertuig dat deelneemt aan het wegverkeer (uitklaptreden zijn wel mogelijk).

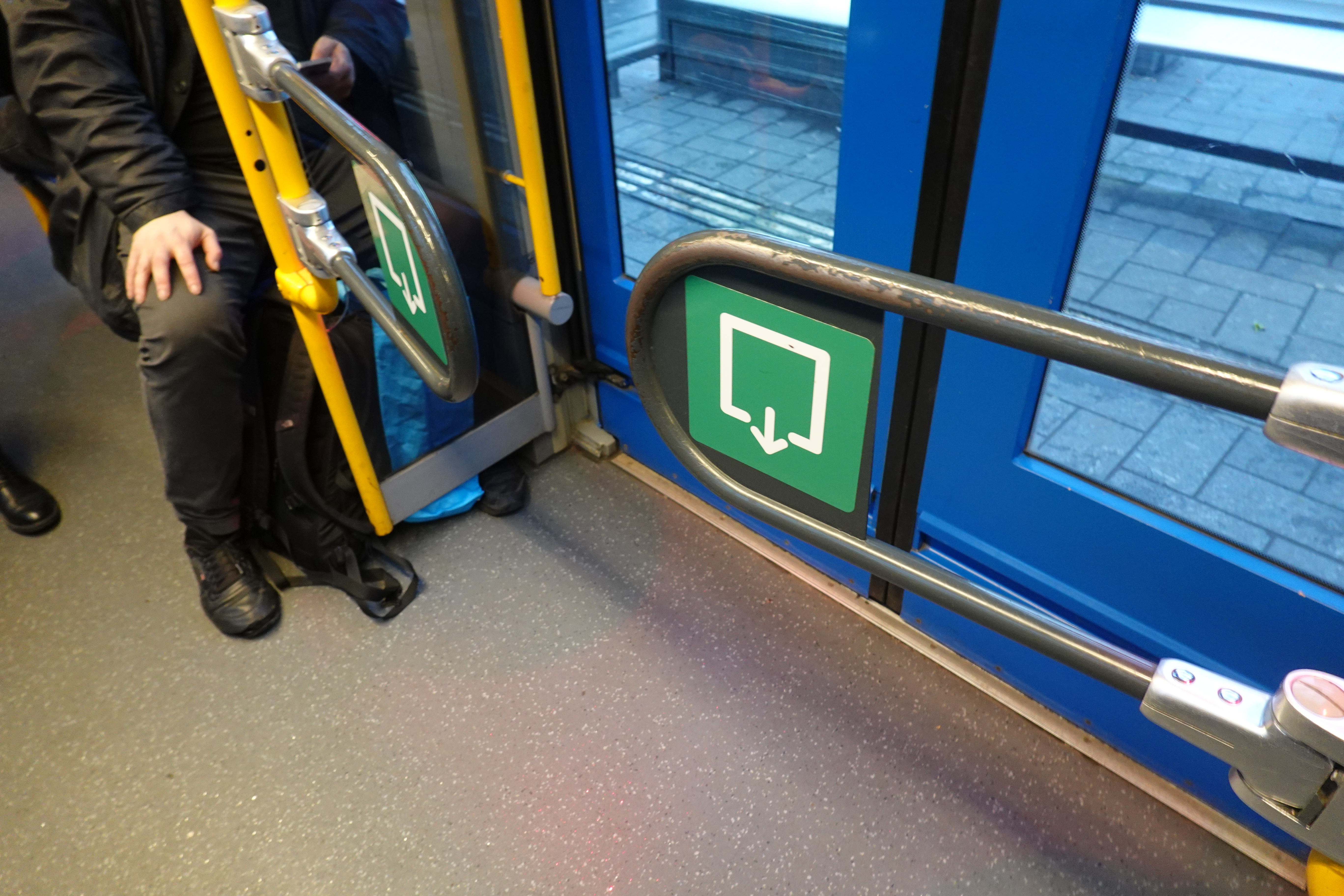
eenrichtingpoortjes bij de Combinotram

Eenrichtingtrams hebben alleen deuren aan de rechterkant (in landen waar rechts wordt gereden). Trams hebben veel in- en uitstappers en bijna iedere reiziger moest een vervoersbewijs kopen of laten controleren. Trambedrijven hebben vaak eenrichtingsverkeer binnen de tram ingevoerd waarbij alleen bij bepaalde deuren kon in- of uitgestapt worden. Bij het afschaffen van conducteurs (eenmansbediening) moesten reizigers bij de voordeur bij de bestuurder instappen, zodat de bestuurder vervoersbewijzen kon verkopen (of gestempeld werd bij de stempelautomaten). Bijwagens waren dan alleen toegankelijk voor abonnementhouders. In Nederland kwamen in Rotterdam (2003) en Amsterdam (1991) tramconducteurs terug. In de meeste Amsterdamse trams had de conducteur een vaste afgesloten zitplaats. Om ervoor te zorgen dat reizigers alleen bij de deur tegenover de conducteur instapten, werden bij de andere deuren poortjes geïnstalleerd om het instappen te ontmoedigen (behalve bij voorste deur waar de bestuurder ook kaartjes kon controleren). Kaartverkoop bij de bestuurder is steeds verder beperkt. Tijdens de coronapandemie werden de open bestuurdersposten afgesloten van de reizigersruimte om besmetting te voorkomen en was kaartverkoop bij de bestuurder niet meer mogelijk. Bij de Haagse GTL's werden de voorste deuren, bij de bestuurderspost, afgesloten voor reizigers. Er worden nog nauwelijks bijwagens gebruikt, maar in plaats daarvan steeds langer wordende gelede trams. 

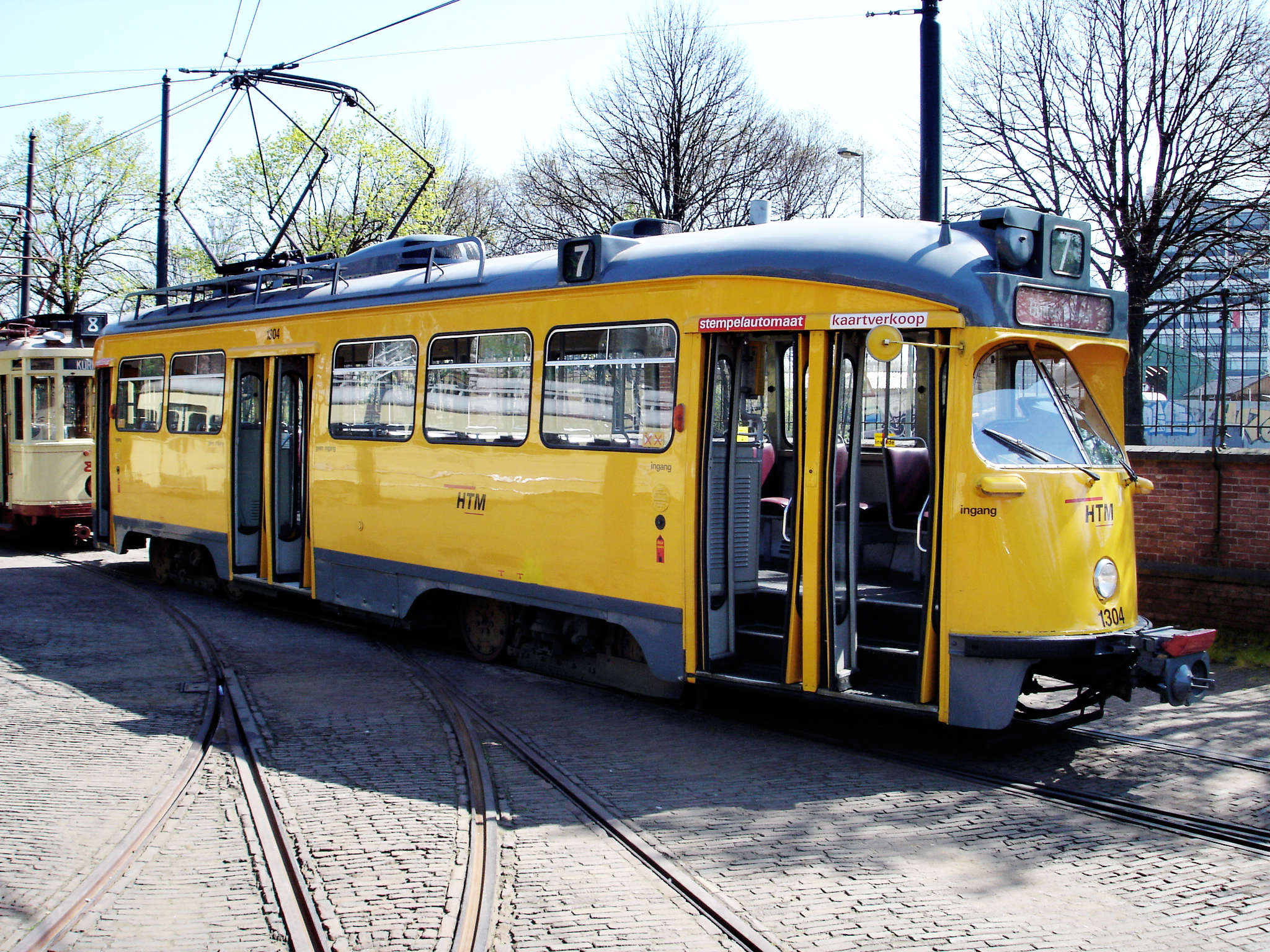
PCC-Deuren met de Haagse 1300 serie PCC

De PCC-trams die na de Tweede Wereldoorlog in West-Europa werden geïntroduceerd hebben een bijzondere soort tramdeuren. Er zijn twee deuropeningen naast elkaar die elk twee deurbladen hebben. Het is bijzondere vorm van de al eerder vermelde naar binnen zwenkende deur De beperkte bewegingsruimte van het deurblad vergroot de binnenruimte van de tram doordat de traptrede dicht bij de deuropening geplaatst kan worden. Sommige trambedrijven, zoals bij de Gentse tram, hebben later deze PCC-deuren met twee nauwe deuropeningen vervangen door een brede deuropening met vouwdeuren of zwaaischuifdeuren. Gelijkaardige deuren werden gebruikt bij de Noorse SM53 trams voor Oslo geleverd vanaf 1952.
De naar binnen zwenkende tramdeur (zie treindeuren) werd gebruikt bij het Poolse Konstal 105Na tramtype. De deurpanelen zijn veel groter dan de PCC-deuren. Veel van deze trams zijn later gemoderniseerd en voorzien van zwenkzwaaideuren.
Met de komst van lagevloertrams in combinatie met de aanwezigheid van tramperrons op de geschikte hoogte werd een gelijkvloerse in- en uitstap mogelijk en zijn traptreden niet meer nodig. Zwenkschuifdeuren worden veelvuldig toegepast in moderne trams. Zwenkzwaaideuren kwamen voor bij de Haagse GTL8-II trams, de Amsterdamse gelede trams 9G, 10G bij diverse Duitse trams zoals de GT4 en de M tram in München.

### Tramdeurtypen
Samenvattend kwamen de volgende soorten tramdeuren voor:
- soms hekjes bij de paardentram en de eerste elektrische trams, maar meestal vrije toegang naar de open balkons
- handbediende schuifdeuren (bijna allemaal ingebouwd)
- centraal bediende schuifdeuren (meestal ingebouwd)
- externe schuifdeuren
- vouwdeuren (draaivouwdeuren)
- binnen zwenkende deuren
- zwenkzwaaideuren
- zwenkschuifdeuren

## Galerij

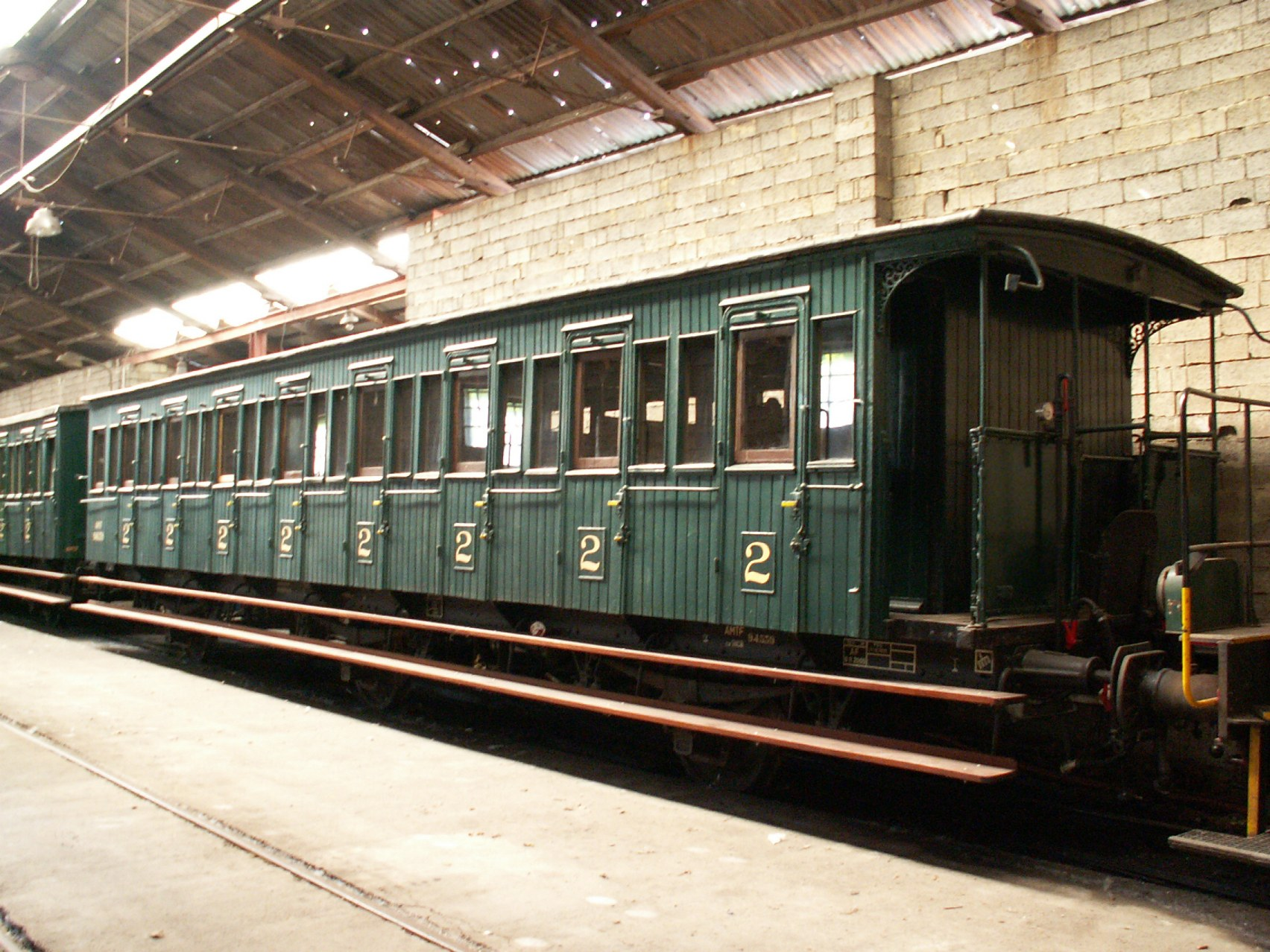
Handvatten en tredes aan de buitenkant voor het treinpersoneel bij een Belgisch GC-rijtuig.
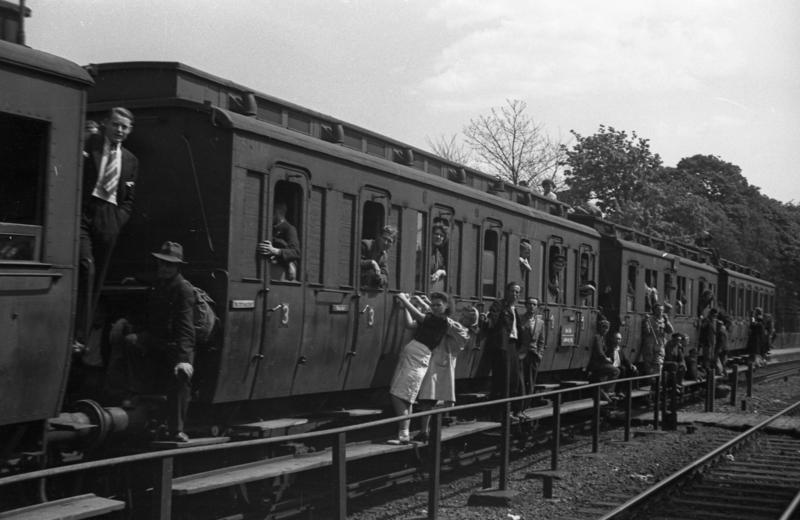
Coupérijtuig met doorlopende traptrede
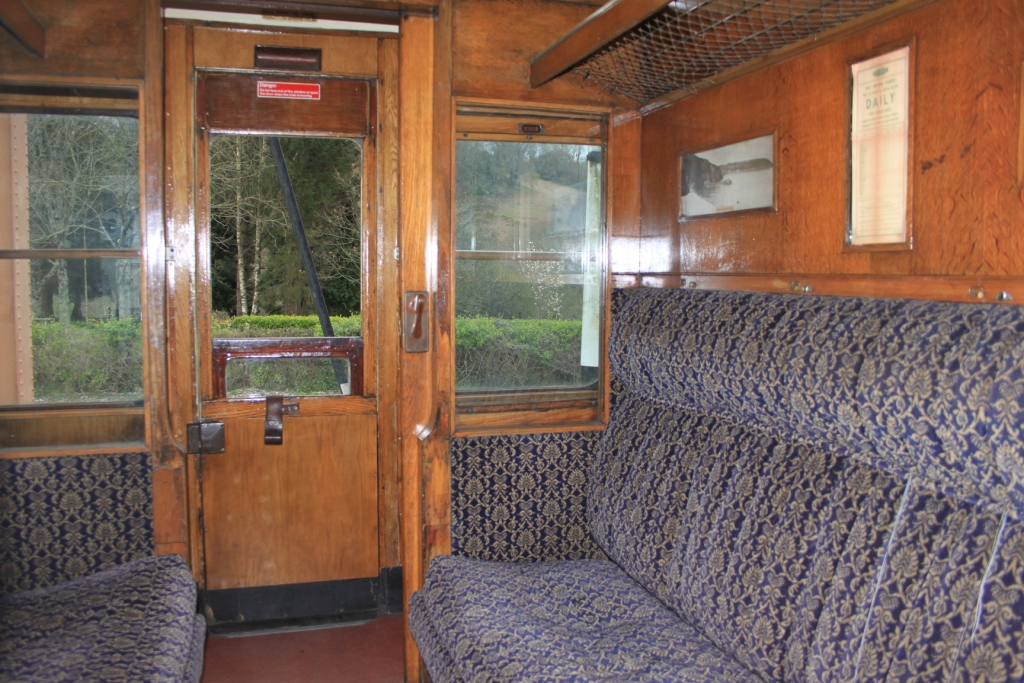
Geen deurknop aan de binnenkant
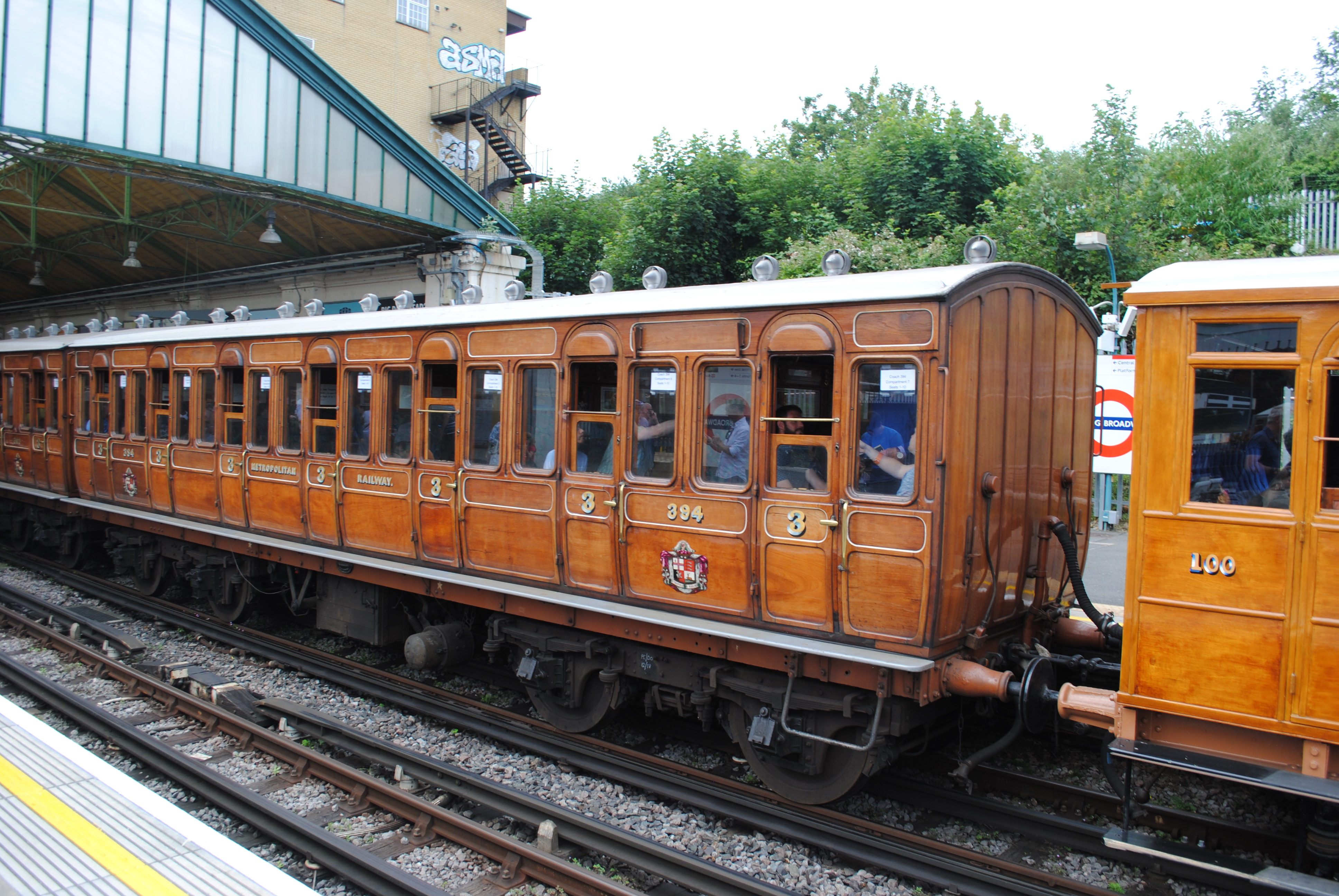
Voorbeeld raam en buiten deurknop
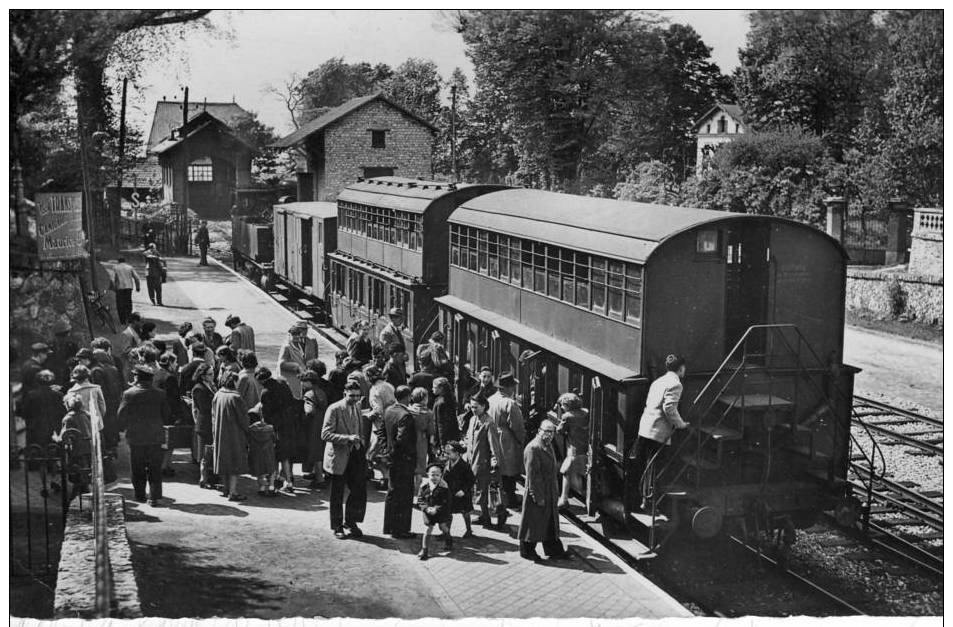
Coupérijtuig en aparte trap naar boven met bovendeur
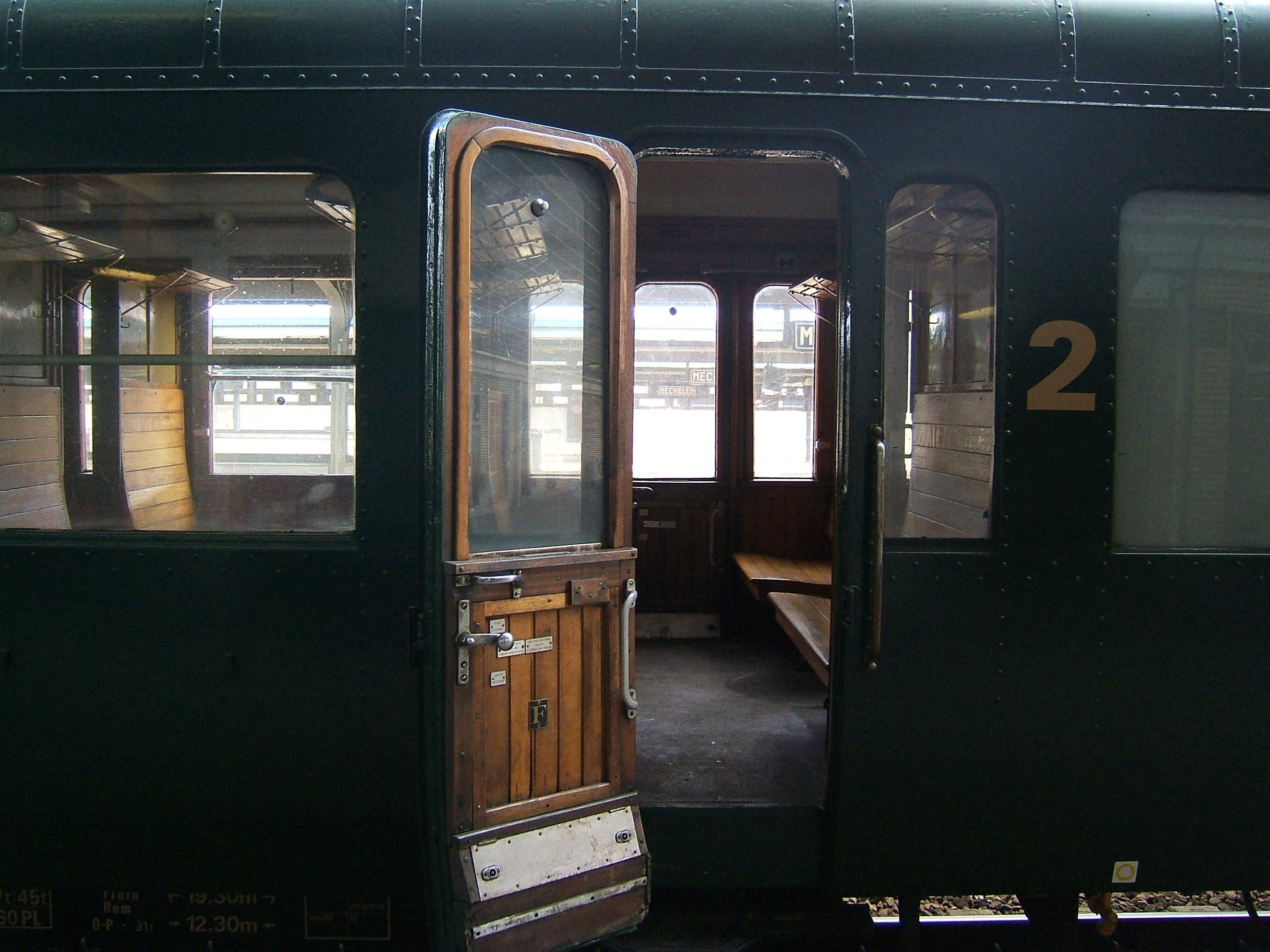
Belgische coupérijtuig (L-rijtuig)
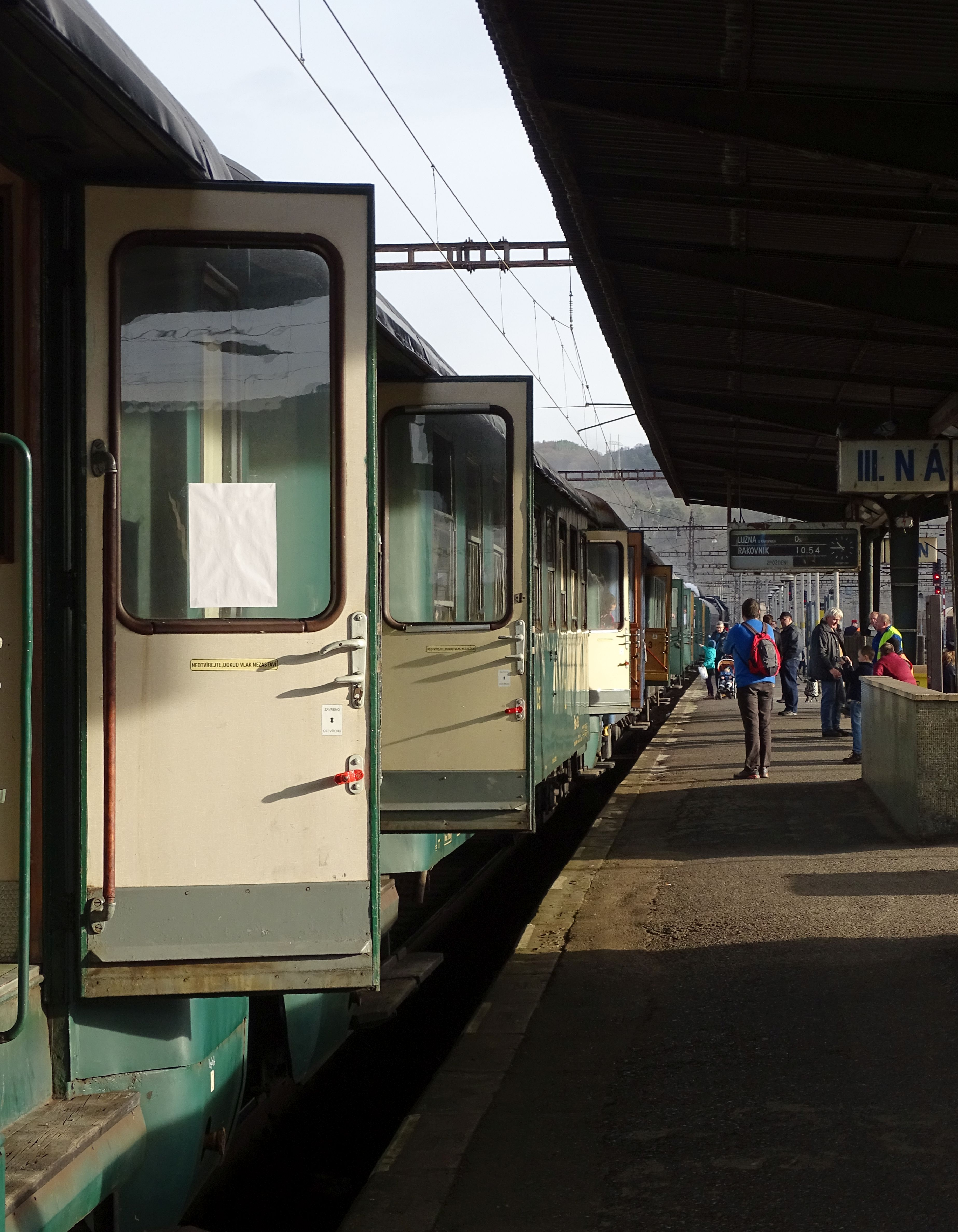
Open klapdeuren zonder centrale deursluiting
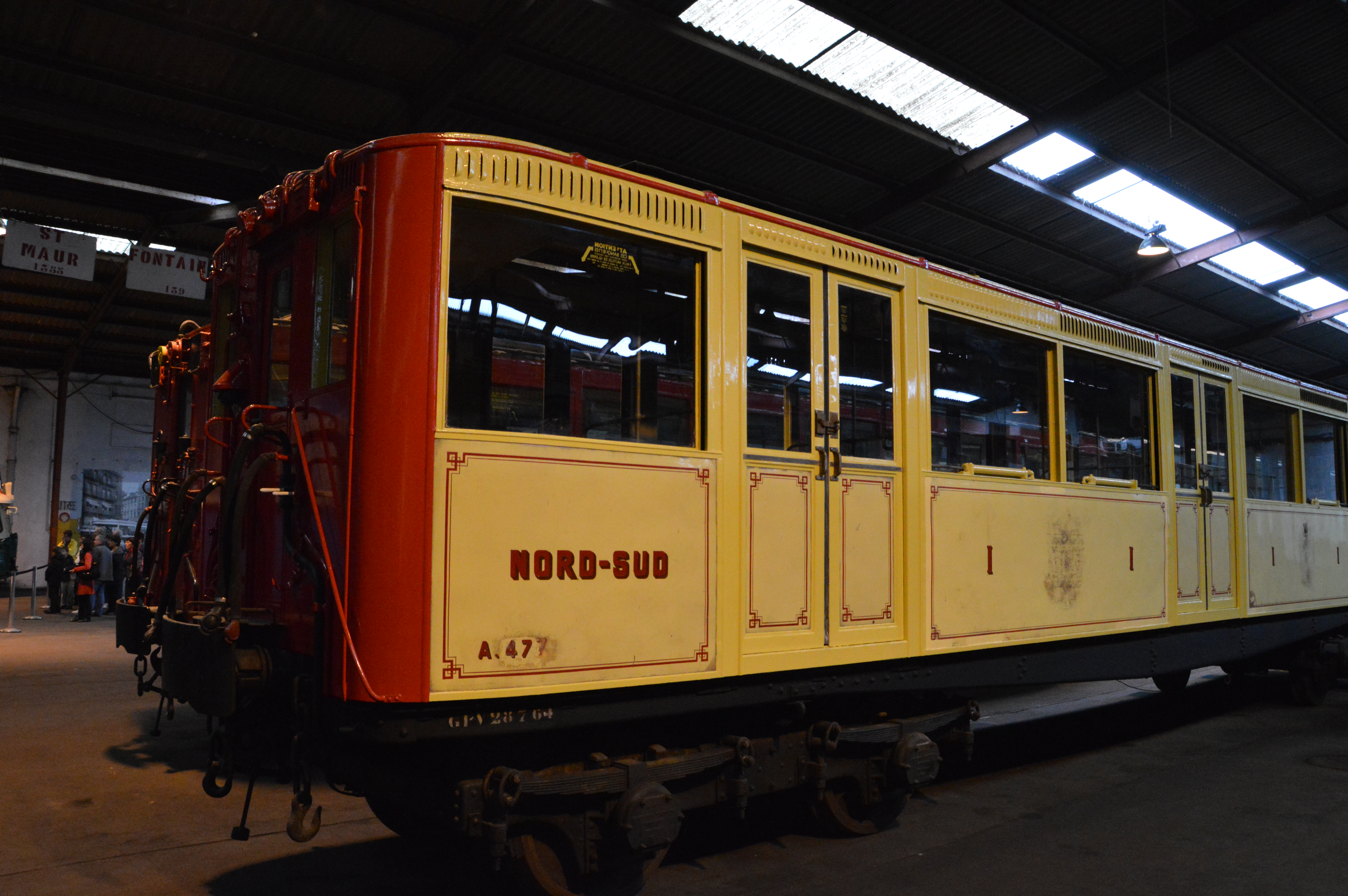
Twee hydraulische cilinders om de schuifdeuren dicht te duwen zijn zichtbaar
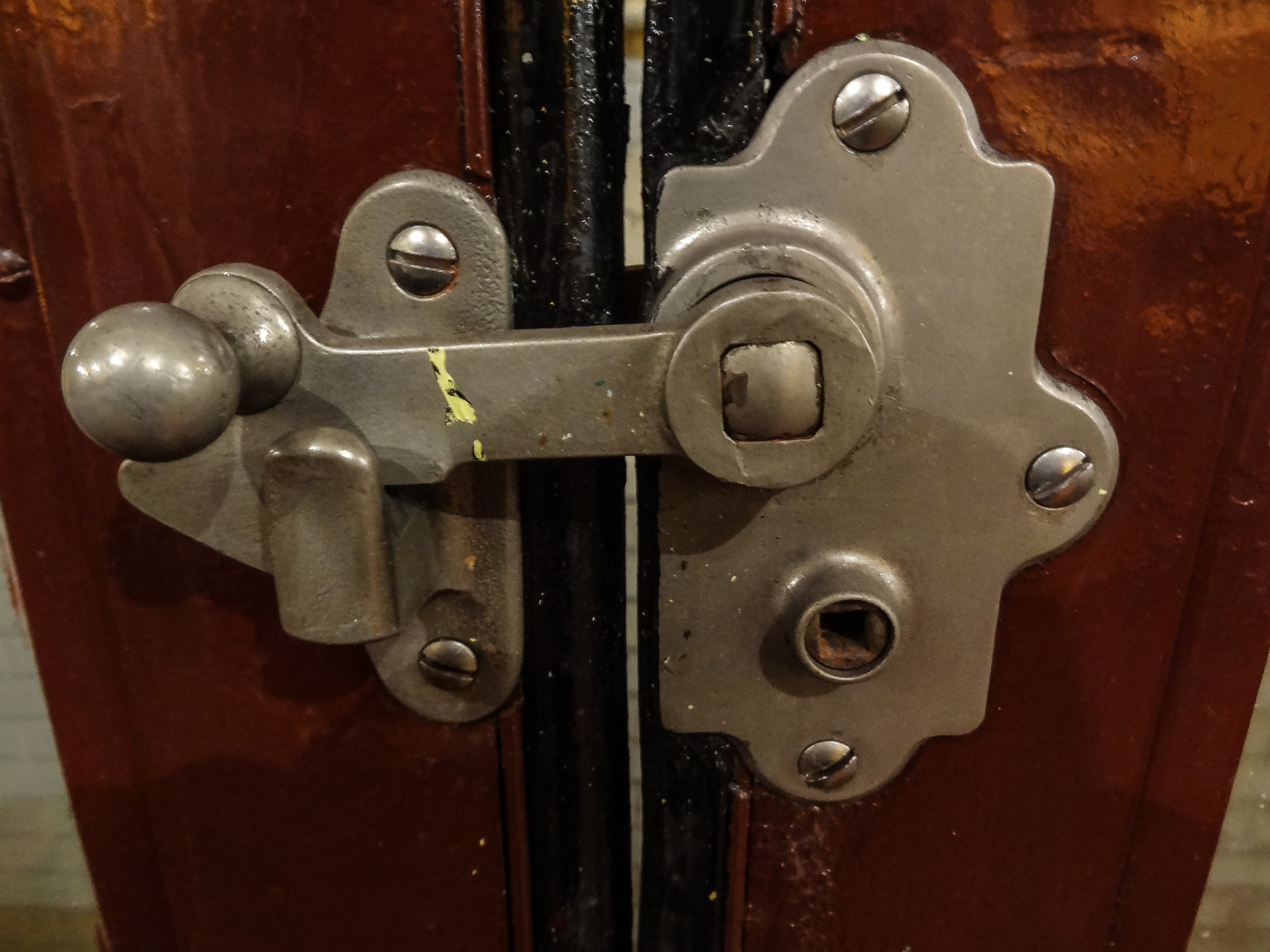
Een hendeltje dat naar boven geduwd wordt en dan dicht valt
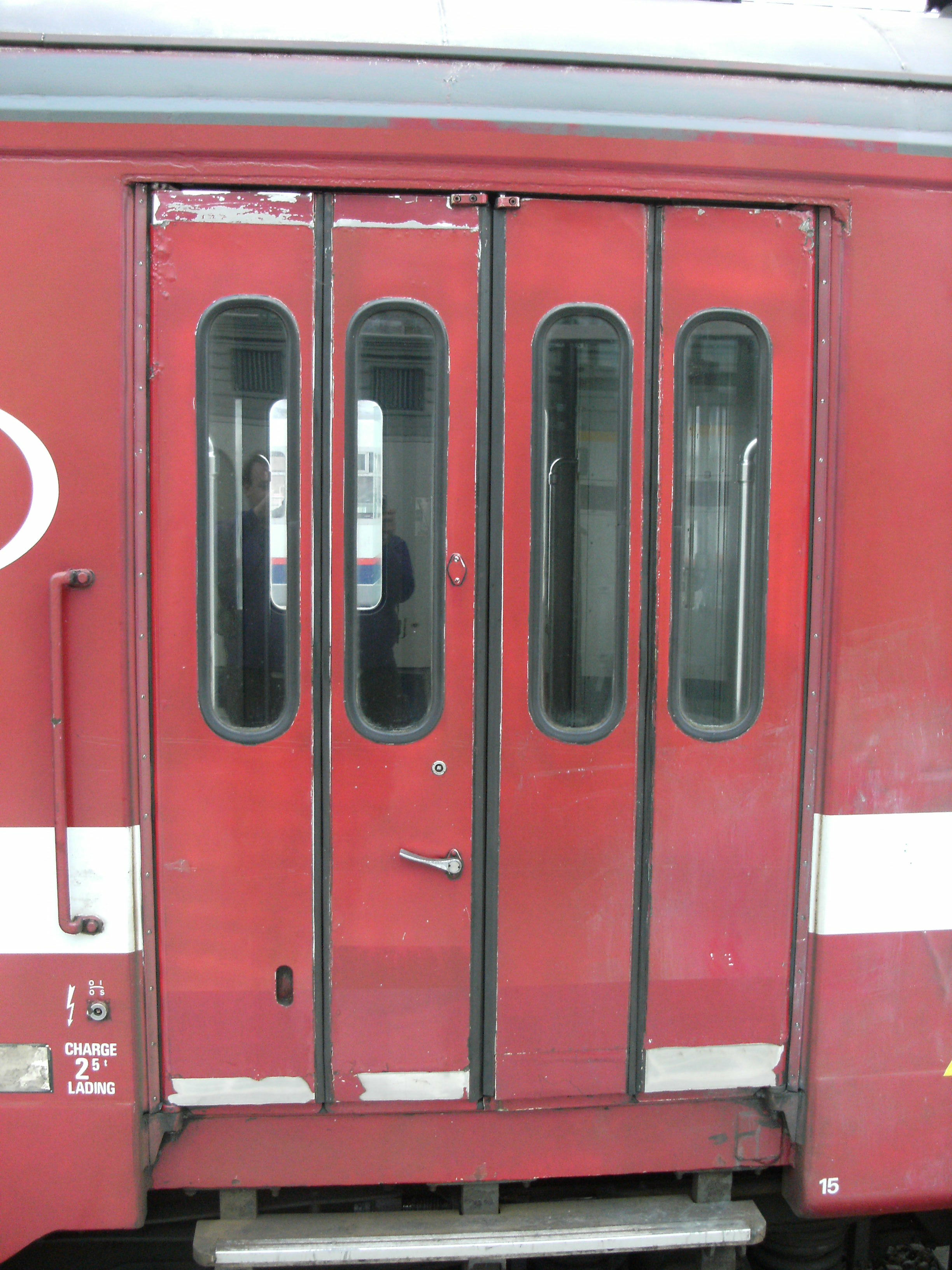
Vouwdeuren bij een Belgisch klassiek motorstel
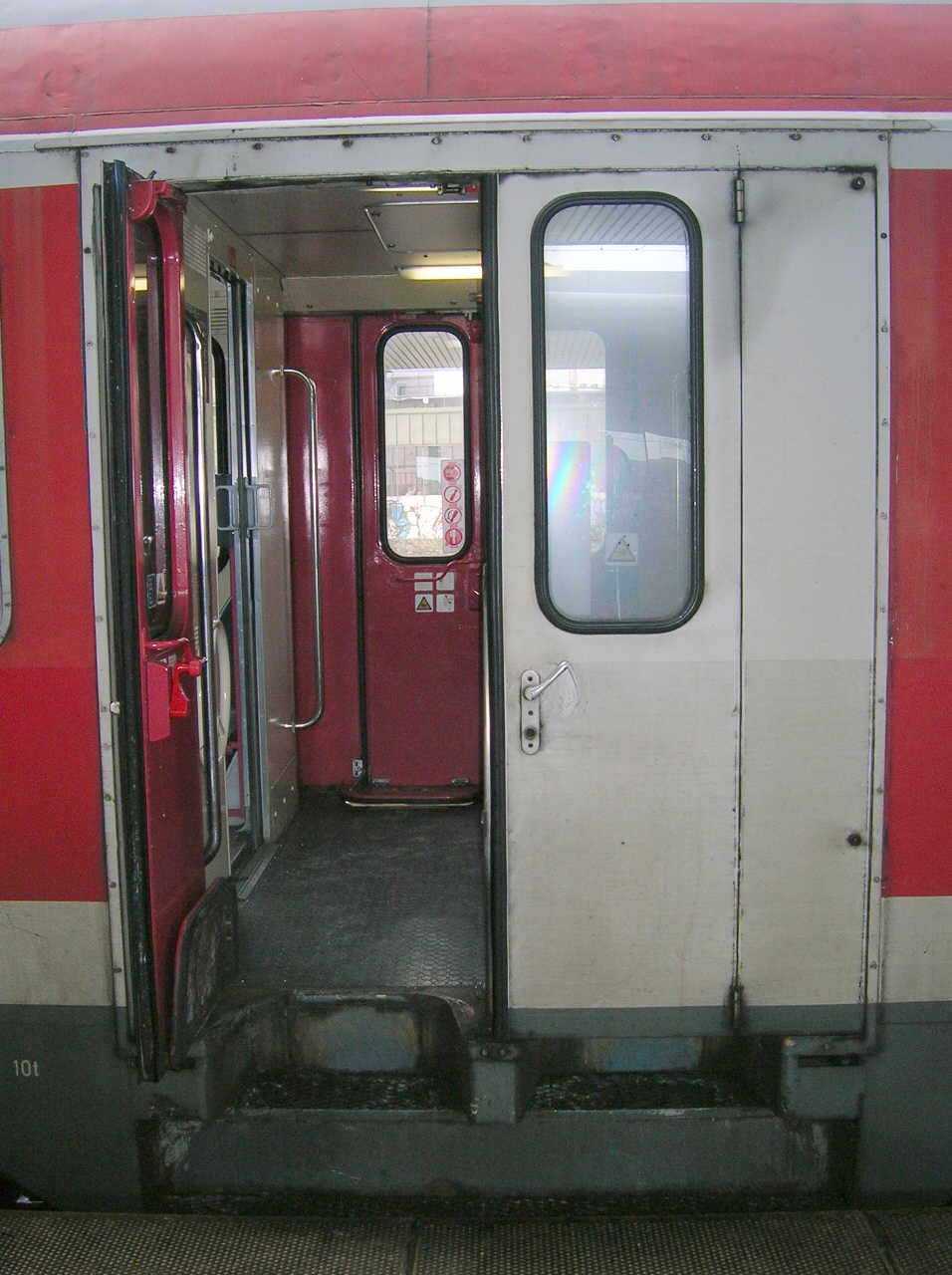
Drehfalttür
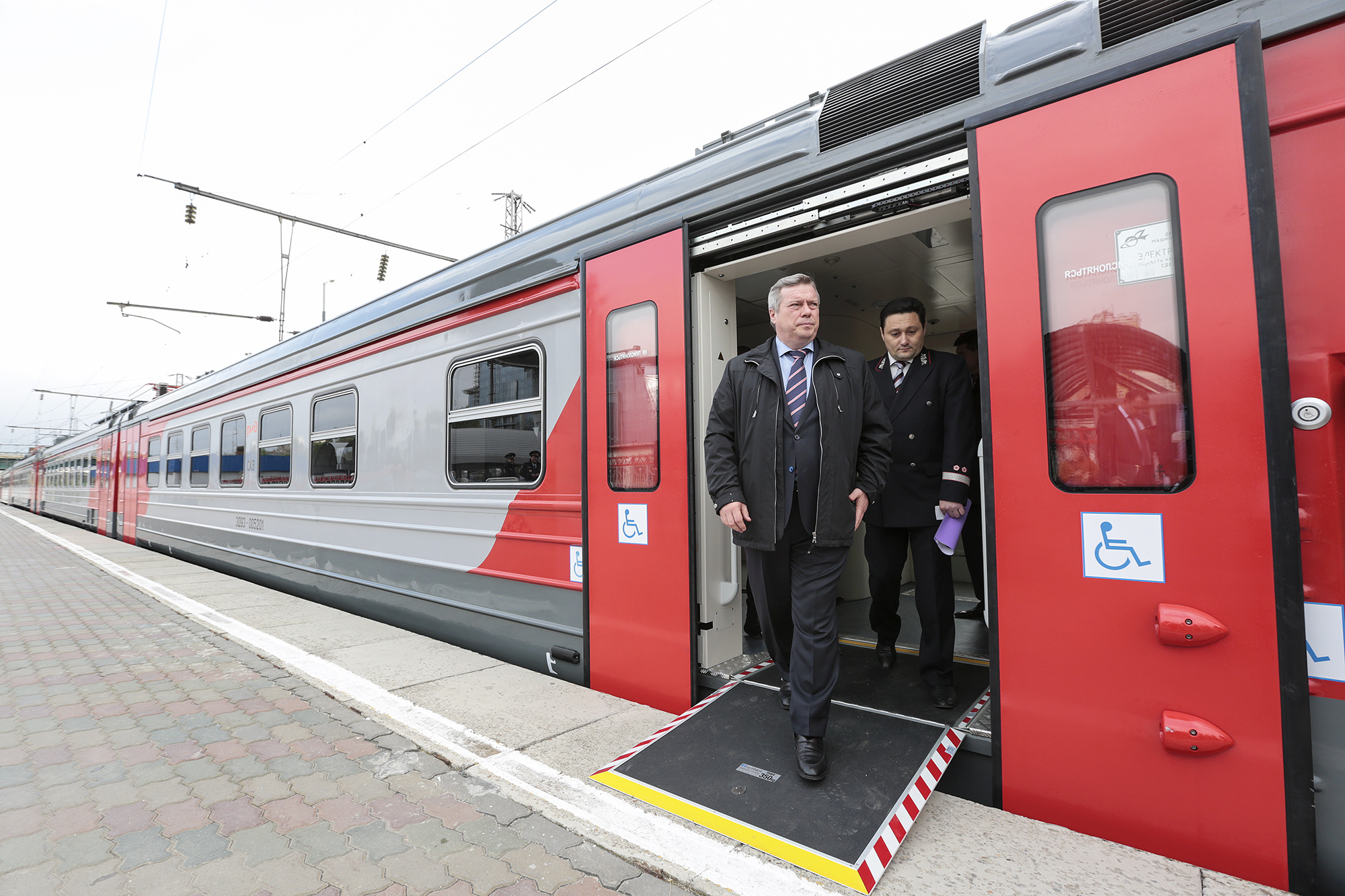
Uitklapbare rolstoelhelling
Bewegingsanimatie van TGV zwenkschuifdeuren.[y]
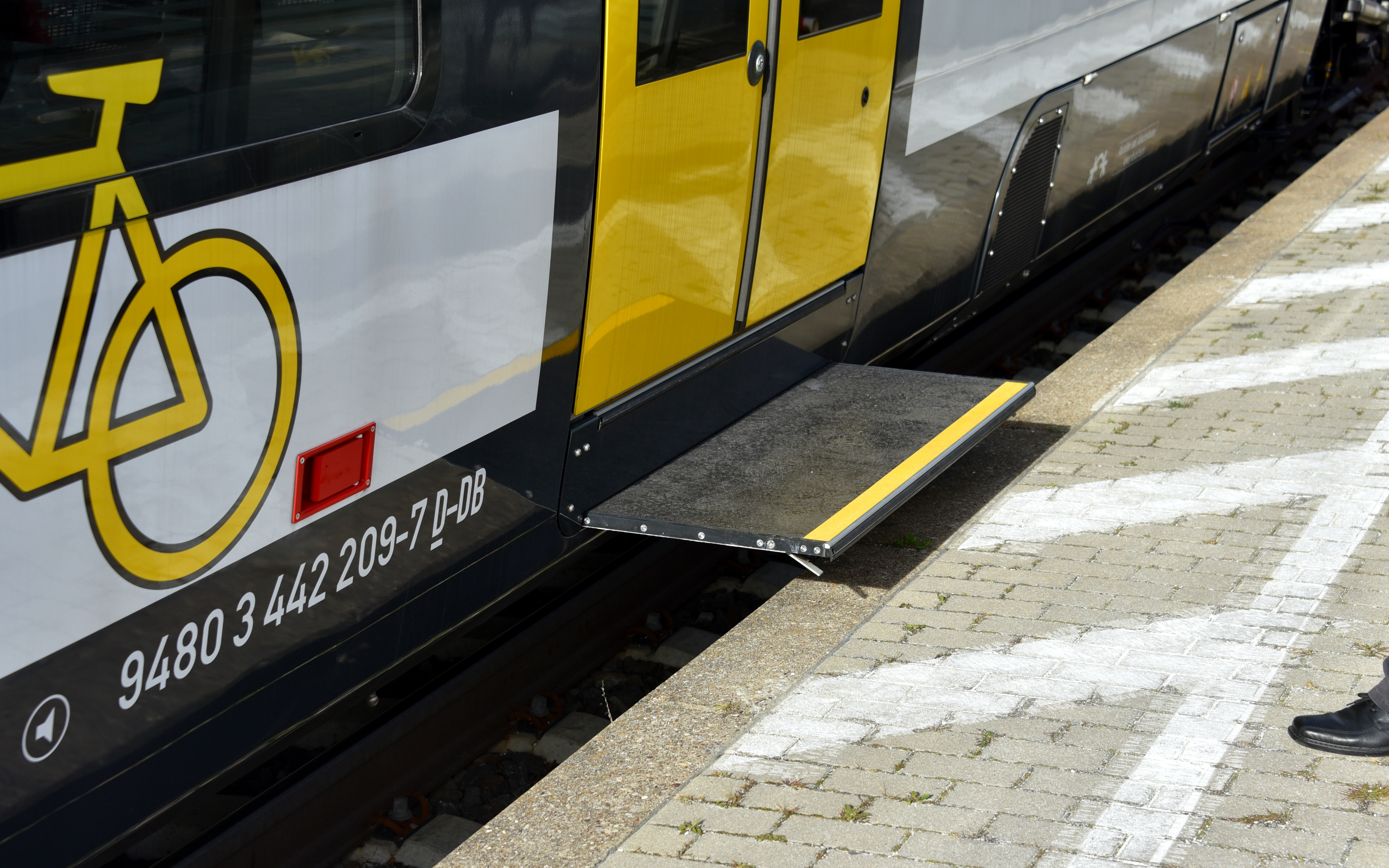
Uitschuifbare tredes om de ruimte tussen trein en perron te overbruggen
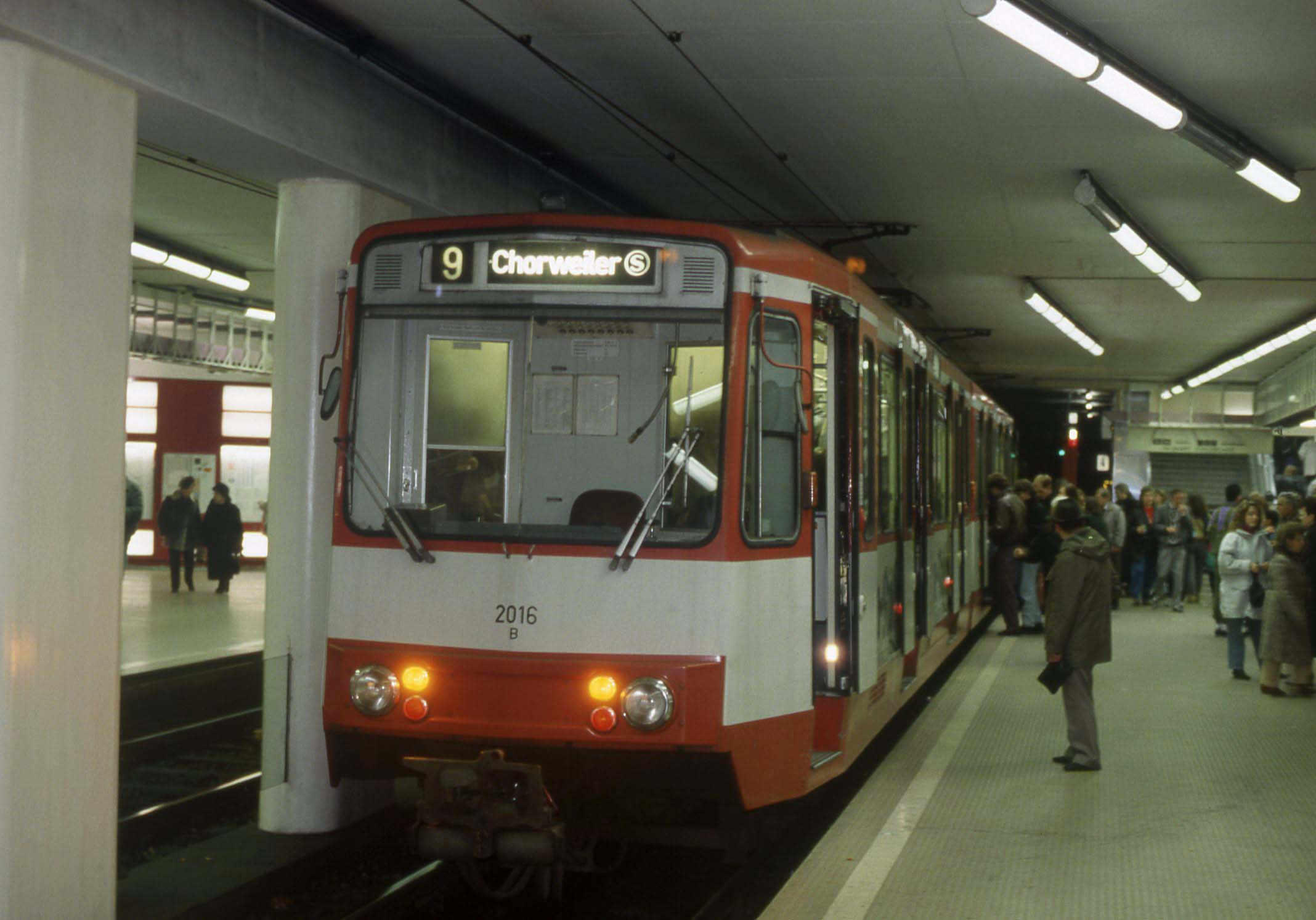
De Keulse U-Bahn Düwag Stadtbahnwagen B bij een laag perron
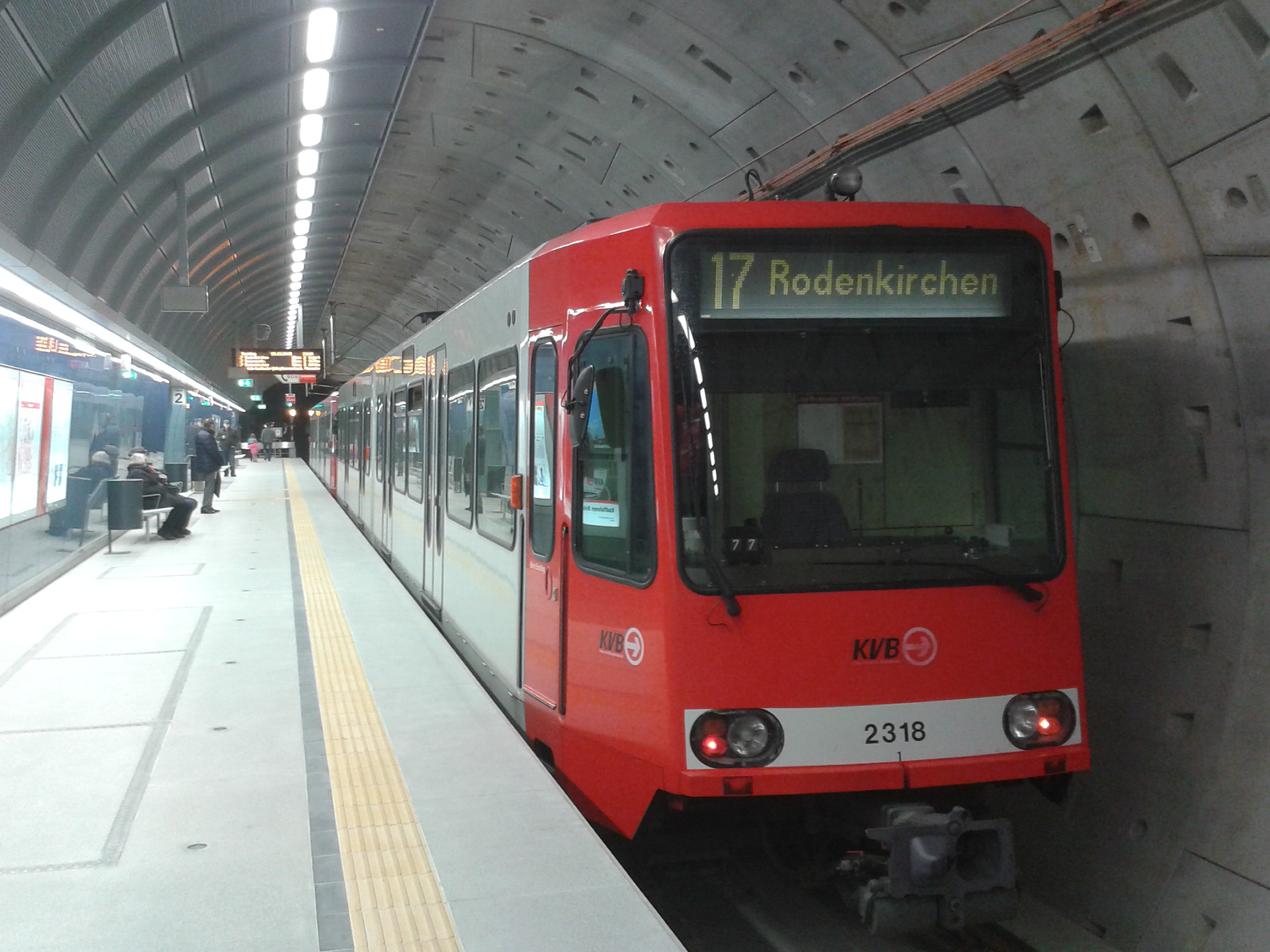
De Keulse U-Bahn Düwag Stadtbahnwagen B bij een hoog perron
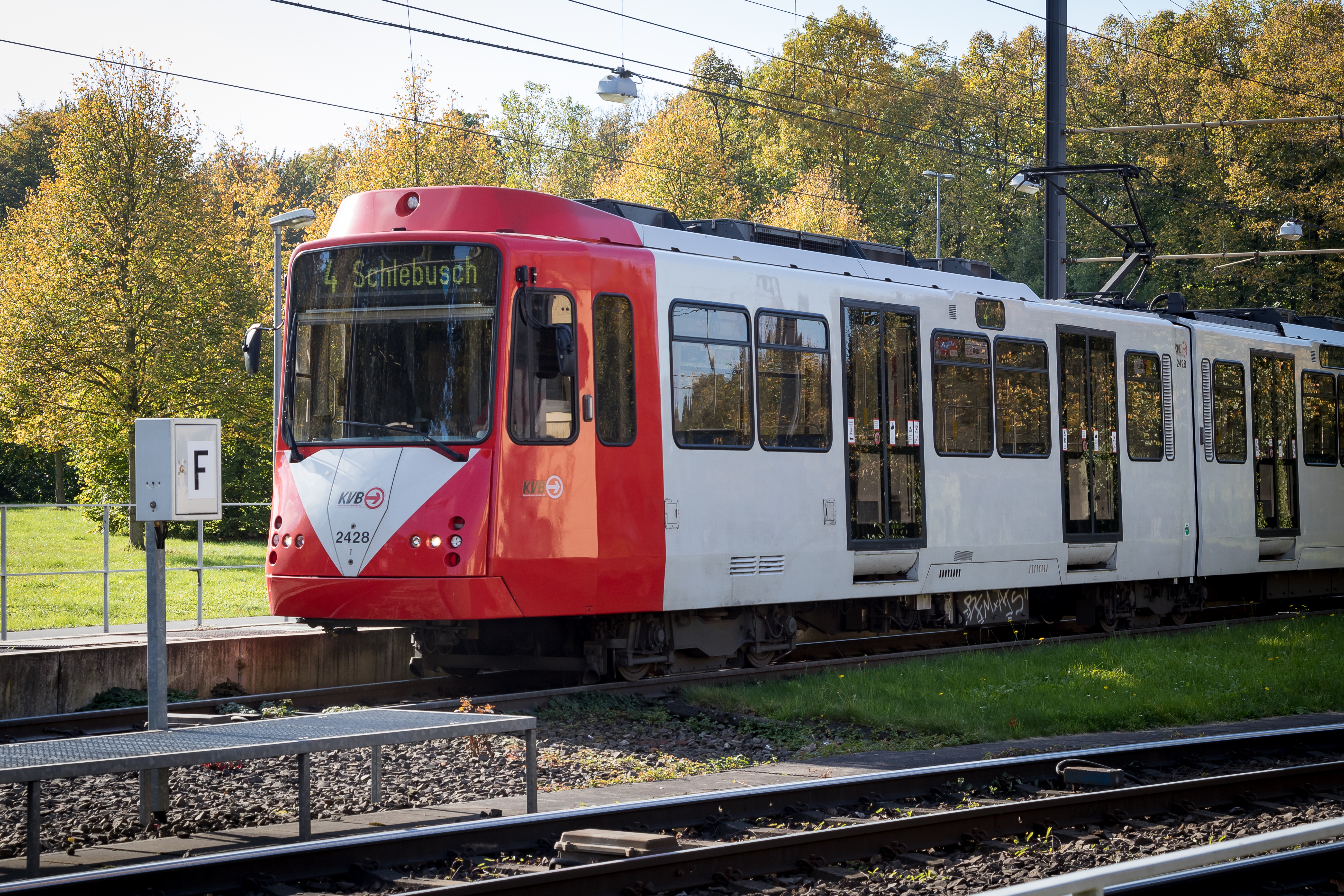
De Keulse U-Bahn Düwag Stadtbahnwagen B tijdens het rijden
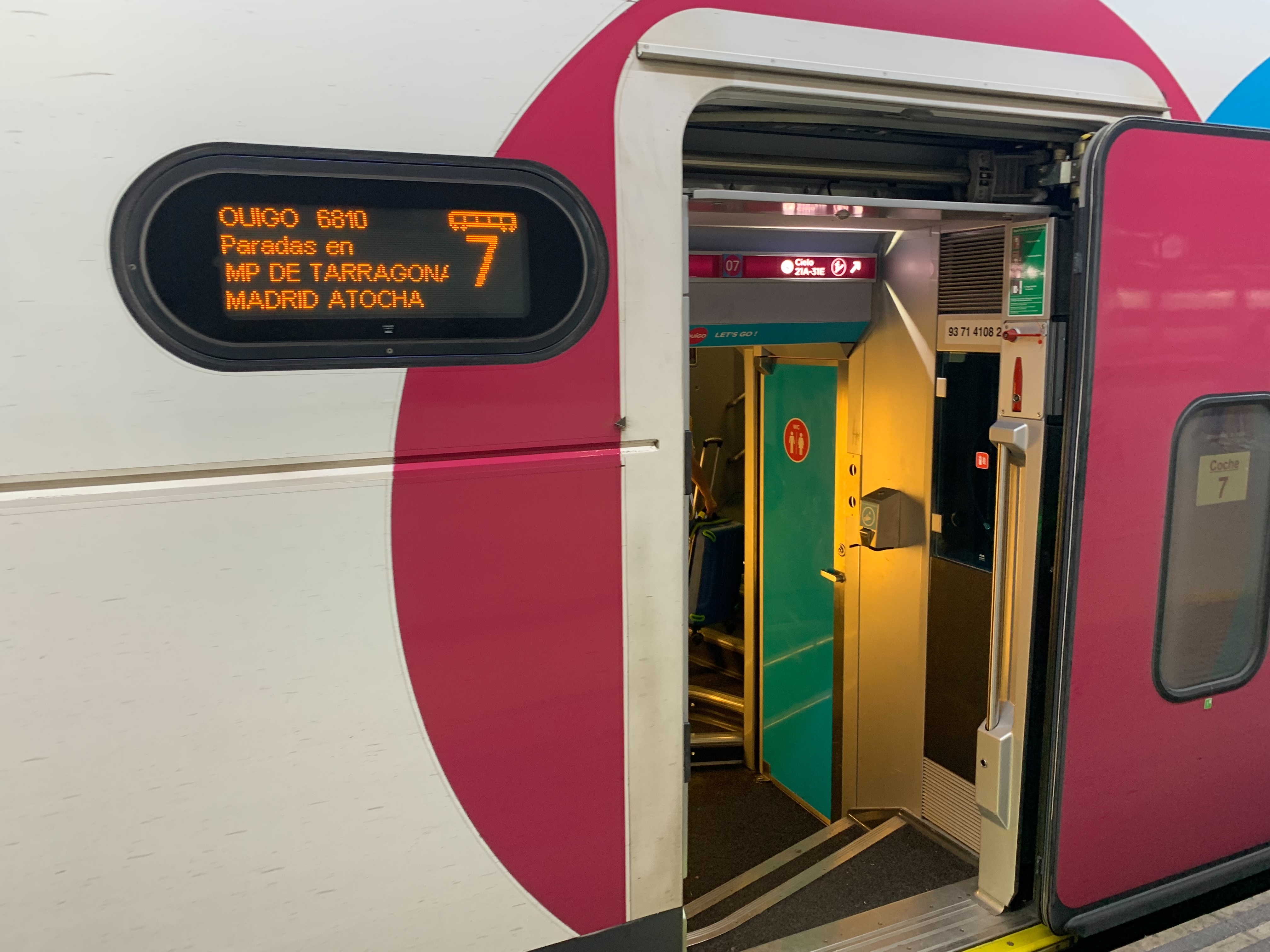
Trappen naar beneden bij een dubbeldekstrein en een stevige zwenkschuifdeurmechaniek om de grote deur te ondersteunen in geopende toestand
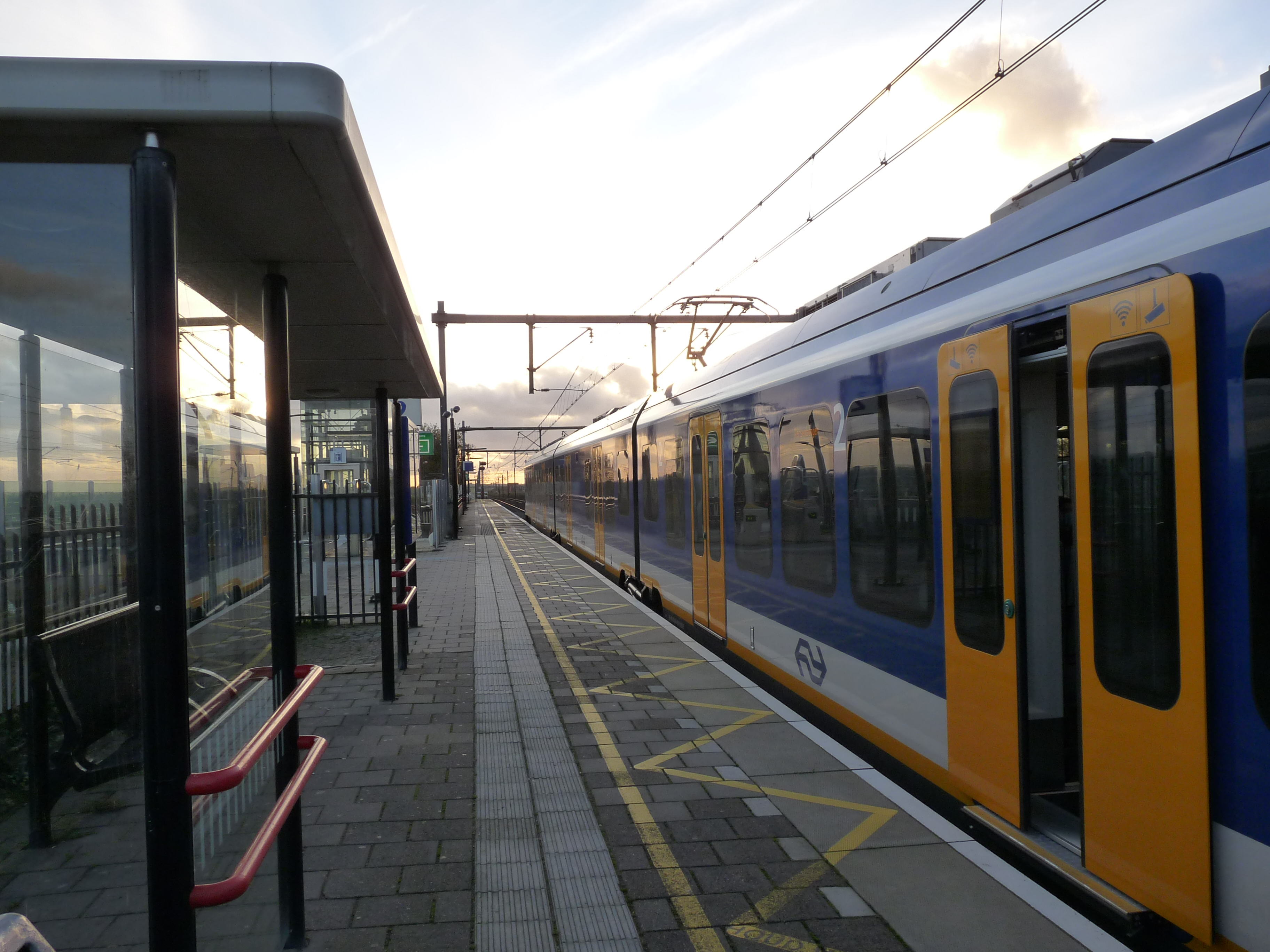
Zwenkschuifdeur die aan de buitenkant beweegt
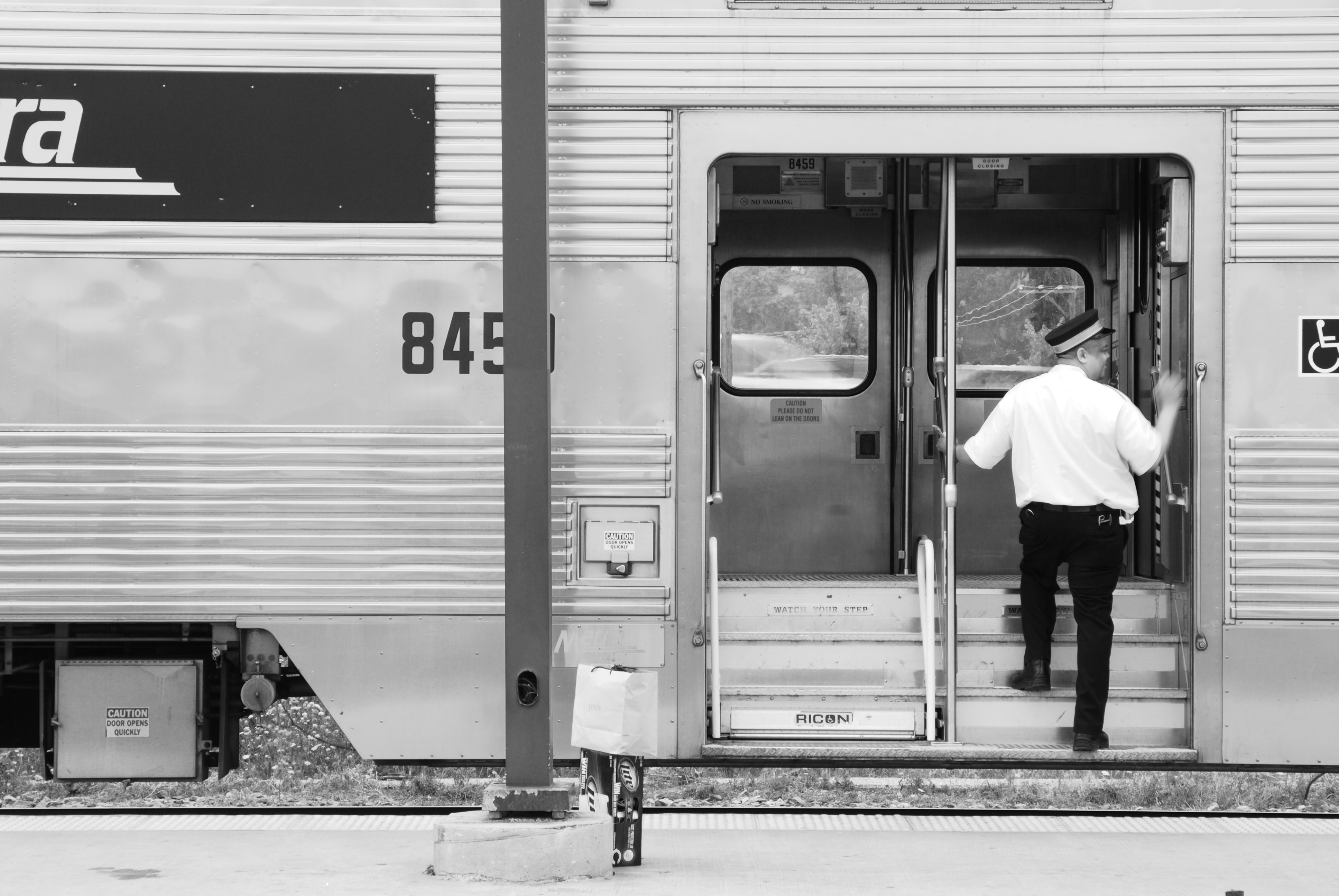
Deuropening met binnentrap (schuifdeur)
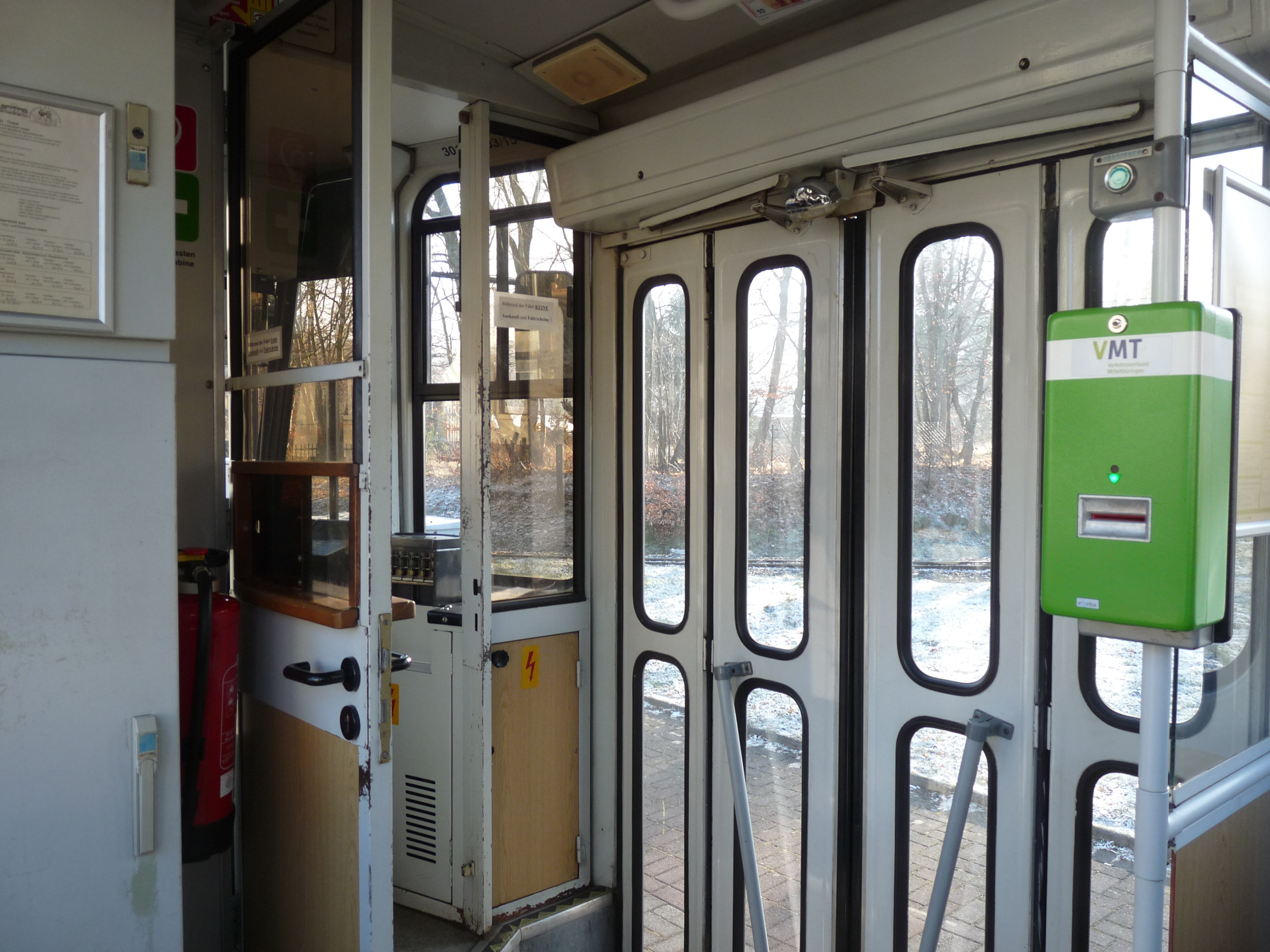
Tramvouwdeur met bovenaan de railgeleiding die bij alle vouwdeuren noodzakelijk is.
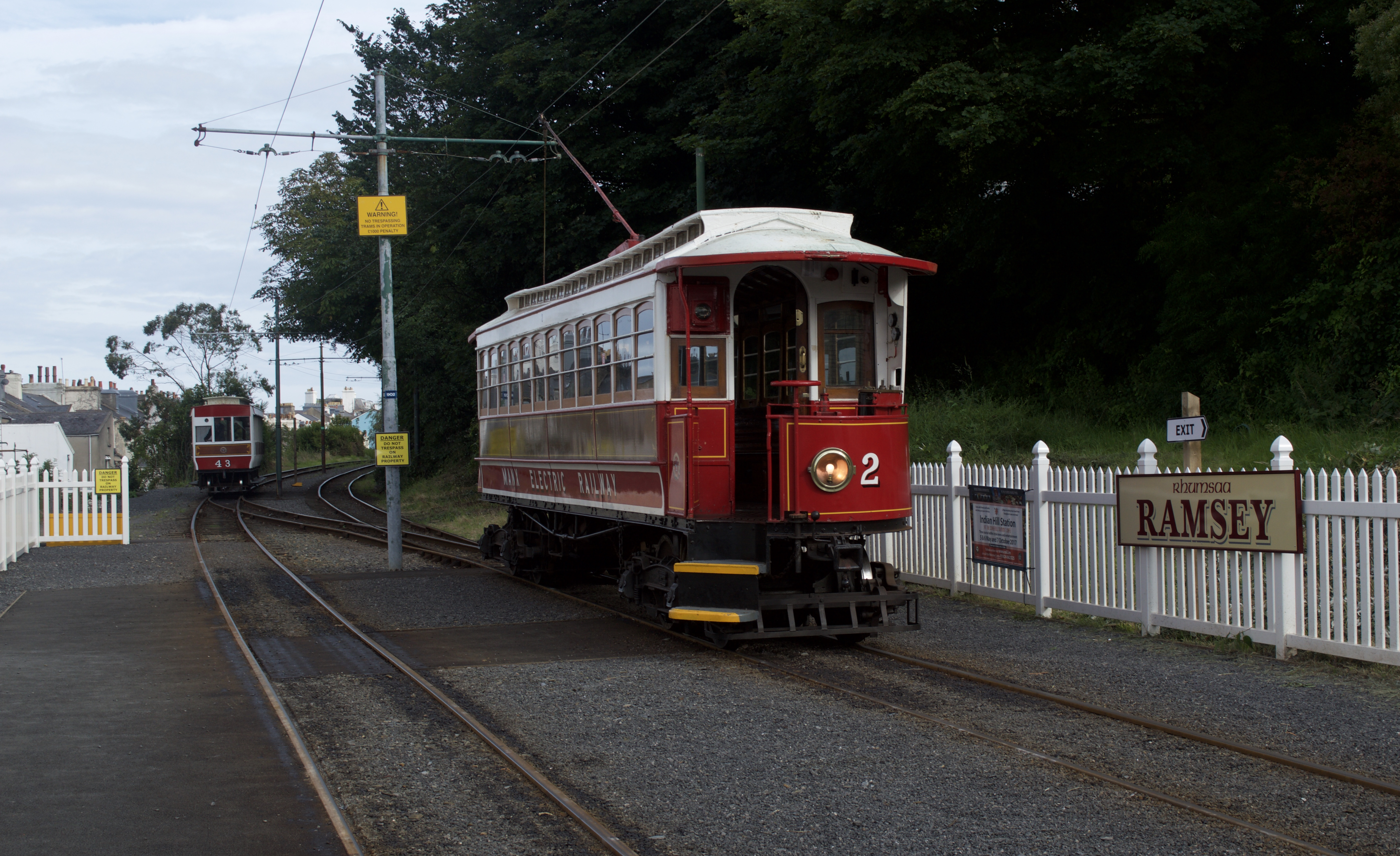
Vooraan instappen, alleen afgesloten met een hek. Achter is een open bijwagen.
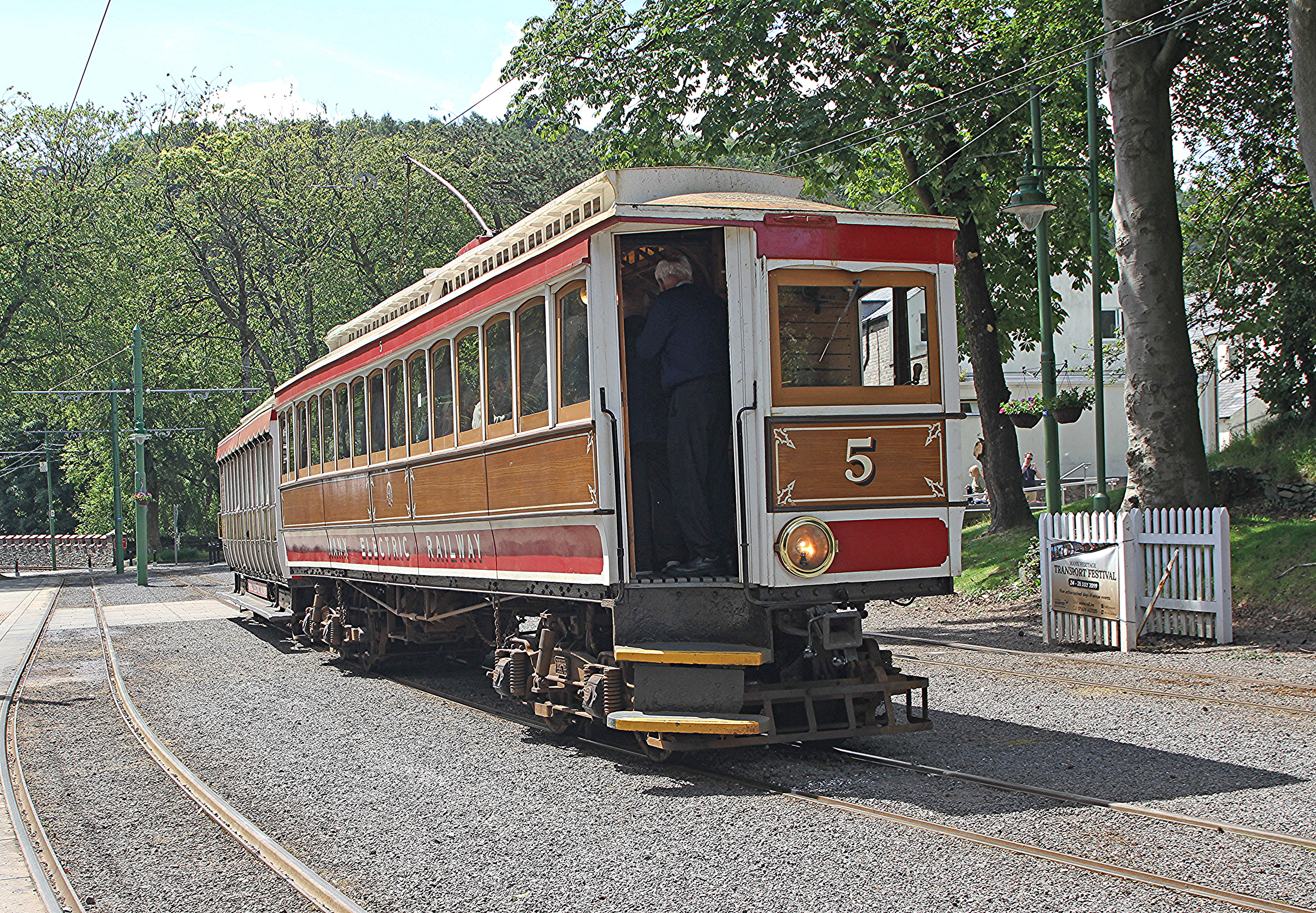
Vooraan instappen, balkon gedeeltelijk afgesloten.[z]
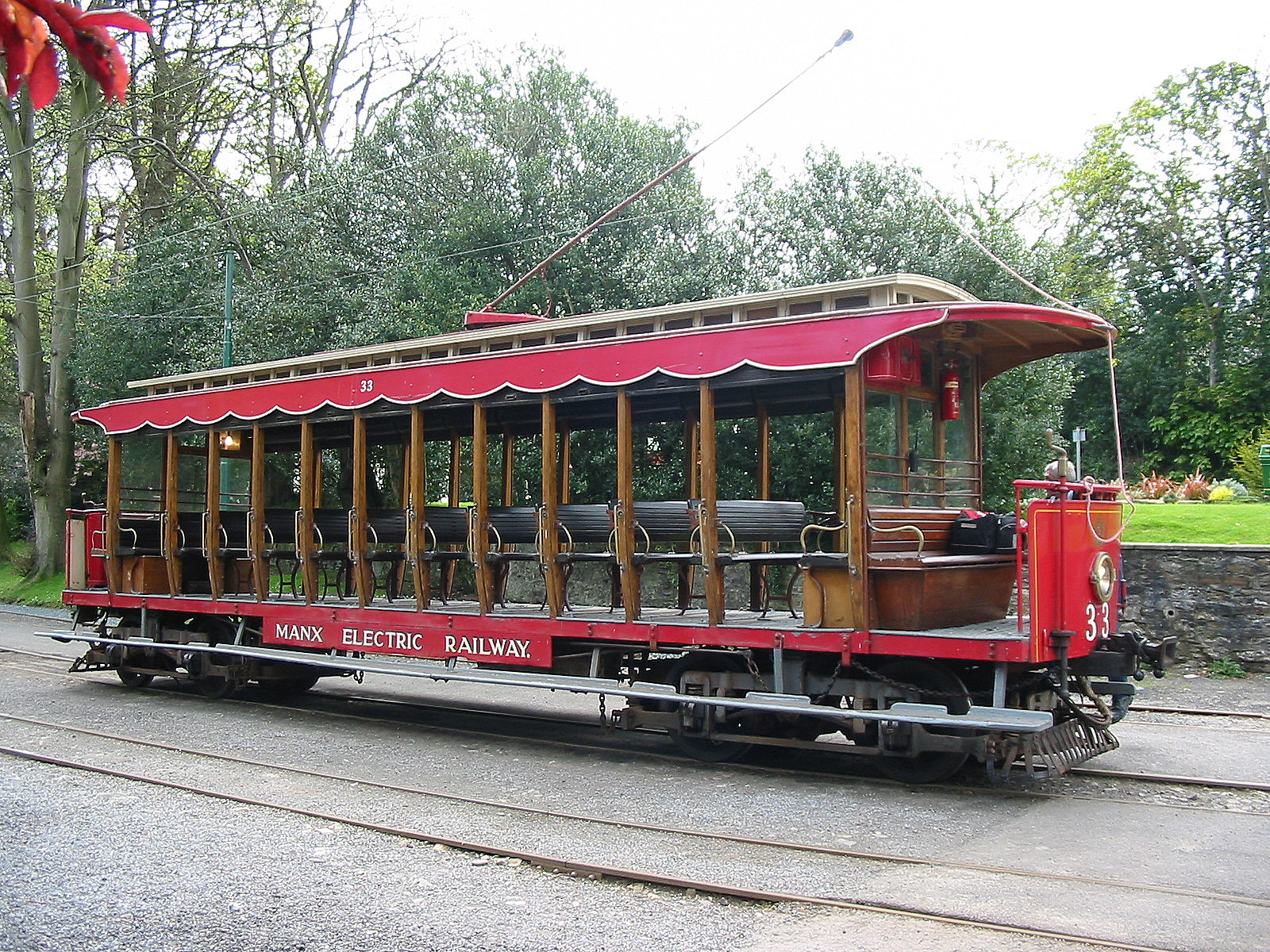
Tram met open zijkanten, veel trambedrijven kenden open bijwagens voor in de zomer met mooi weer.
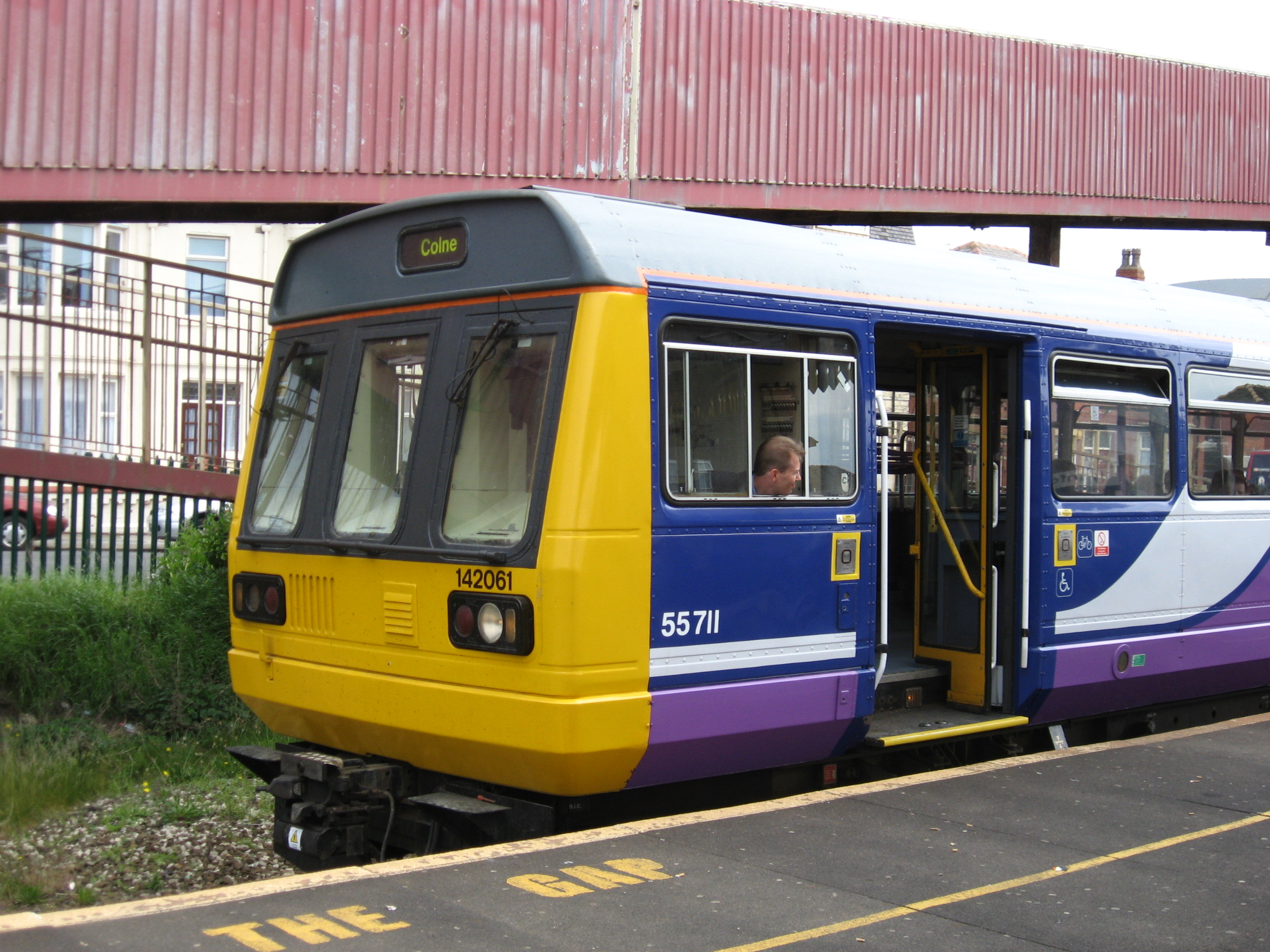
Een naar binnen glijdende deur. Bij dit treintype (railbus) werd een buscarrosserie gemonteerd op spoorwielen. Hierbij werden ook typische busdeuren gebruikt.
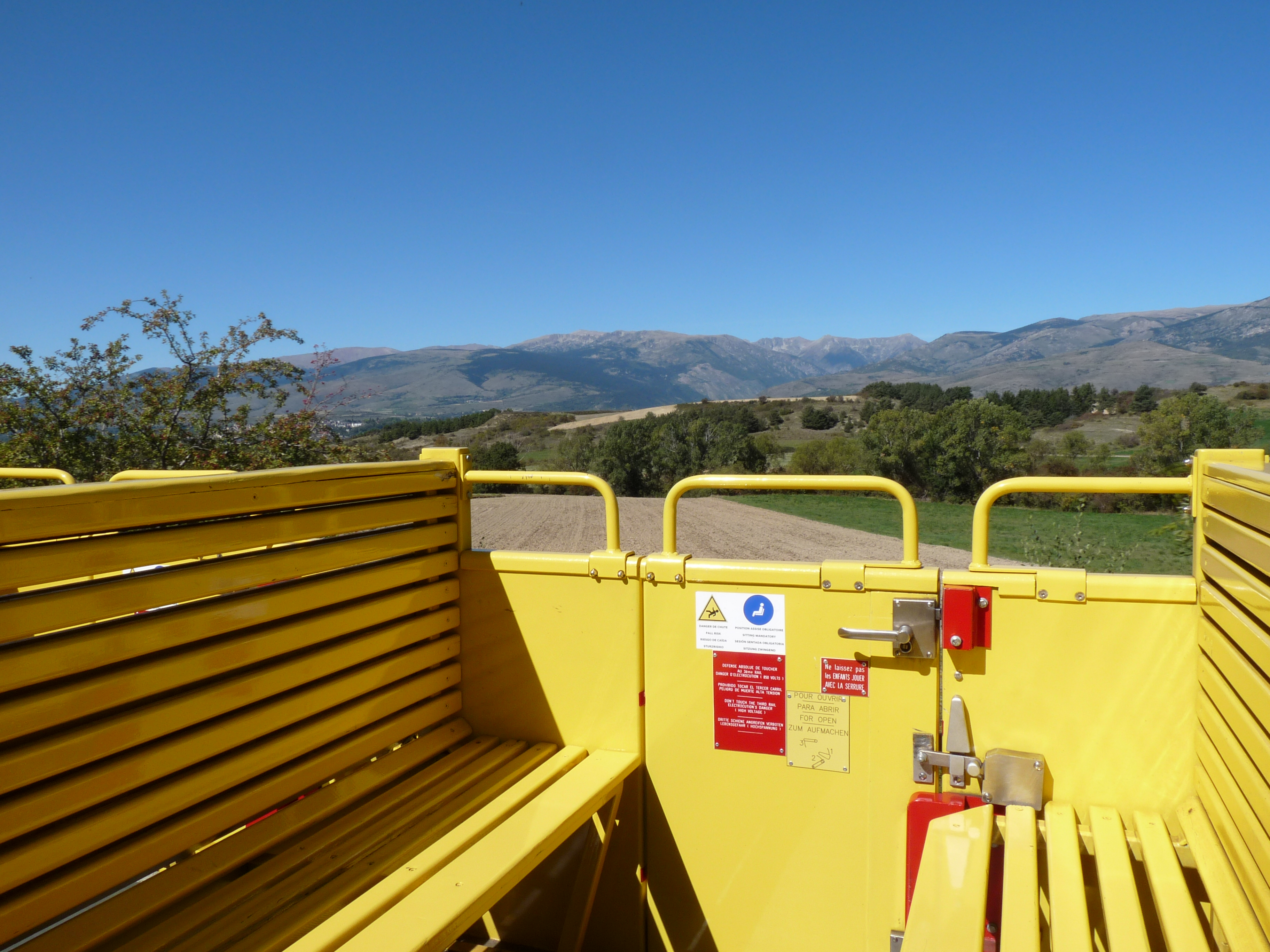
de klapdeuren bij de coupérijtuigen van de 'Train jaune' in Cerdagne hebben wel een centrale vergrendeling.